# 江の島
江の島（えのしま）は、神奈川県藤沢市にある陸繋島であり、また同島全体を指した町名。片瀬地区（旧片瀬町地域）に属する。江の島一丁目および江の島二丁目があり全域で住居表示が実施されている。郵便番号は251-0036（藤沢郵便局管区）。湘南エリアを代表する観光地である。

## 地理

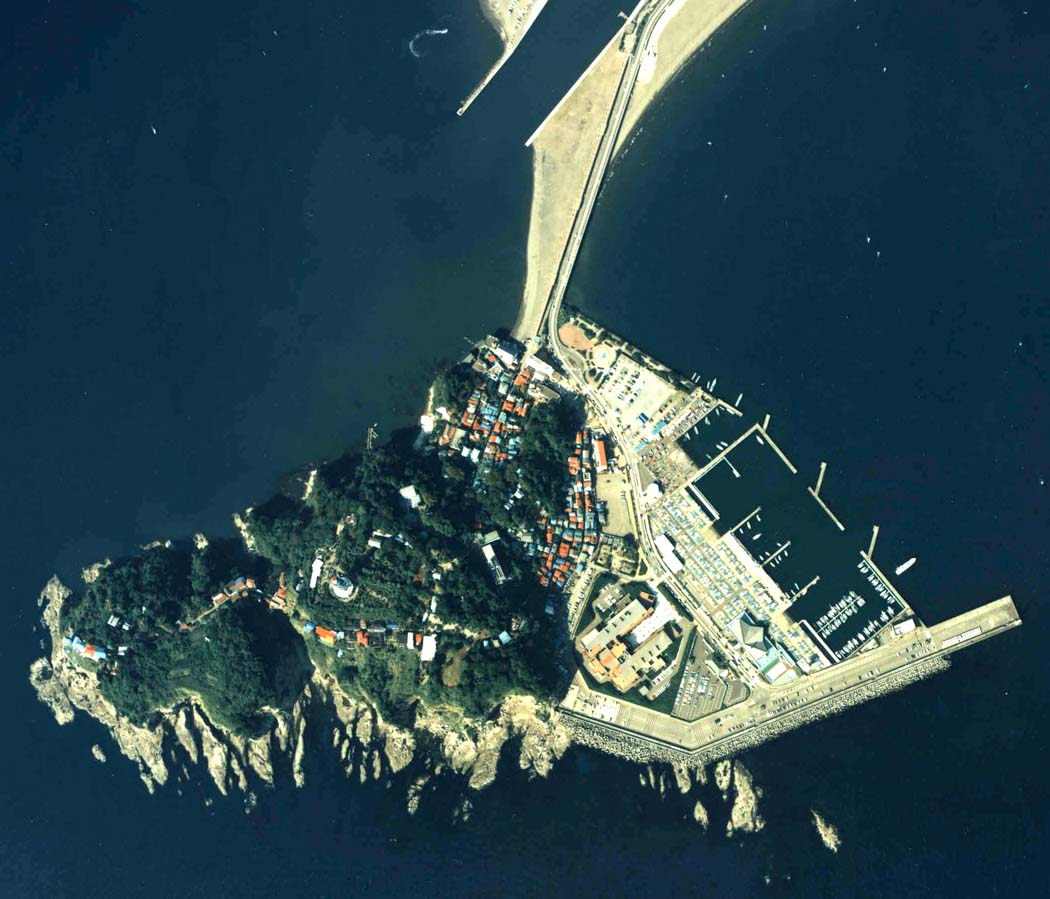
全島の航空写真。2009年5月現在、砂嘴は写真よりもやや右（東）に移動している。

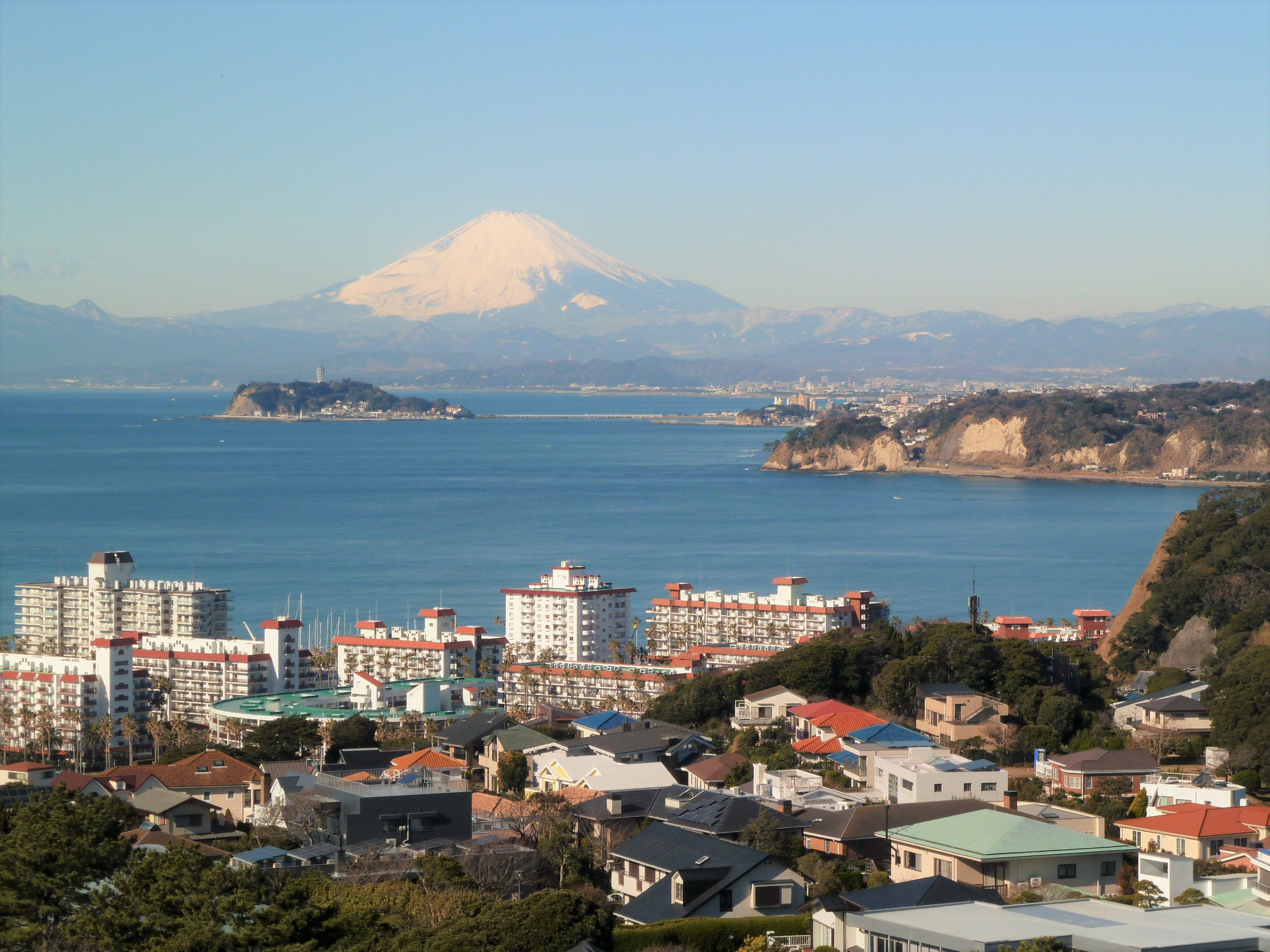
三浦半島から、江の島と相模湾と富士山

湘南海岸の最東端、三浦半島の北限に位置し、相模湾へと突き出ている。古くからの景勝地であり、神奈川県指定史跡・名勝、日本百景の地である。交通機関の駅名などでは江ノ島と表記することも多いが、町名や公文書等では「江の島」と表記する。古くは江島神社（日本三大弁天の一つ）に代表されるように「江島」と表記されていたこともある。また、陸繋島部分のみならず、対岸の片瀬・鵠沼地区南部を含む一帯の地名として認識されることが多い。
後述の通り、江の島は日本の海洋生物学の歴史において重要な地域である。魚介類や鳥類などは現在でも豊富に生息しており、イルカやウミガメなどが周辺に現れたり、極めて稀にだがクジラが沖に見られることもある（#江の島の動物の話題も参照）。

### 地質・地形
周囲4km、標高60mほどの陸繋島である。三浦丘陵や多摩丘陵と同様に第三紀層の凝灰砂岩の上に関東ローム層が乗る地質である。
古来は引き潮の時のみ洲鼻（すばな）という砂嘴（さし）が現れて対岸の湘南海岸と地続きとなって歩いて渡ることができた（タイダル・アイランド）が、関東地震で島全体が隆起して以降はほぼ地続きである。対岸の片瀬川河口付近の形状が時代とともに変遷し、満潮のときのみ冠水した時期、常時陸続きとなった時期とあり、砂嘴の位置も移動している（2009年（平成21年）5月時点では砂嘴の位置は江の島側で2000年代初頭よりもやや東に移動しており、満潮時には冠水する）。
島の周囲は切り立った海蝕崖に囲まれ、ことに波浪の力を強く受ける島の南部の下部には海食台（波食台）が発達する。1923年（大正12年）の関東地震の隆起で海面上に海食台が姿を現し、隆起海食台（岩棚）となった。ここは観光客の休憩や磯遊び、磯釣りの場を提供する。海蝕崖の下部には断層線などの弱線に沿って波浪による侵食が進み、海蝕洞が見られる場所があり、「岩屋」と呼ばれている。さらに侵食が著しくなると、海蝕洞が崩壊し、大きな谷状の地形となる。江の島の中央部には南北から侵食が進んで島を分断するような地形があり、「山二つ」と呼ばれている。これより東部を「東山」、西部を「西山」と呼ぶ。東山の北東部には北西 - 南東方向の平行する3本の断層と、それに直交する断層が想定され、地形・地質を複雑にしている。

### 気候・植生
島の上部は照葉樹林と呼ばれる常緑広葉樹林に覆われている。この森林は1988年（昭和63年）、かながわの美林50選に選定されている。主要樹種はスダジイ、タブノキ、クスノキ、ヤブツバキ、ヤツデ、アオキなど。林床にはツワブキなどの他、多種類のシダ類が見られる。
江の島には1979年（昭和54年） - 1991年（平成3年）の間、アメダスの観測点が置かれ、当時の記録によると藤沢市内陸部に比べて気温は約1℃ほど高く、これは周囲の海面温度の影響を受けるためである。海洋性気候と呼ばれる気温の較差が小さく、相対的に降水量の多い気候特性を持つ。卓越風の風向は南南西で、風の通り道になる「山二つ」では、植物の風衝扁形が著しい。海蝕崖が多い島の下部は植生が乏しい。潮風を常に受けるため、耐塩性・耐乾性の高いイソギク、ハチジョウススキ、ラセイタソウなど限られた種がみられる。東部埋め立て地の人工植栽にも、トベラ、シャリンバイなどの耐塩性の高い樹種が選ばれている。温暖な気候を利用して開かれたコッキングの植物園や、その跡地を利用した江の島植物園に植栽された熱帯・亜熱帯産の外来植物の中には、江の島の風土に根付き、成長・繁茂している例も多い。そのうち4種は藤沢市の天然記念物に指定されている。

### 修行の島から参詣地へ
四囲を海蝕崖に囲まれた険阻な地形や海蝕洞「岩屋」の存在は、古来宗教的な修行の場として江の島を特色づけてきた。奈良時代には役小角が、平安時代には空海・円仁が、鎌倉時代には良信（慈悲上人）、一遍が、江戸時代には木喰が参篭して修行に励んだと伝えられている。寿永元年（1182年）に源頼朝の祈願により文覚が弁才天を勧請し、頼朝が鳥居を奉納したことをきっかけに、代々の将軍や御家人が参拝したといわれる。鎌倉時代以後も、その時々の為政者から聖域として保護され、参詣されてきた。弁才天は水の神という性格を有し、歌舞音曲の守護神とされたため、歌舞伎役者や音楽家なども数多く参拝した。ことに音曲に関連する職業に多い視覚障害者の参拝も見られ、中でも関東総検校となる杉山和一の存在は特筆すべきである。参拝者のための宿坊も門前に軒を連ね、関東一円に出開帳を行うなどの活動も見られた。宿坊の中でも岩本院（江嶋寺＝こうとうじとも呼ばれた）は有名で、現在の旅館「岩本楼」の前身にあたる。

### 近代博物学または海洋生物学発祥の地

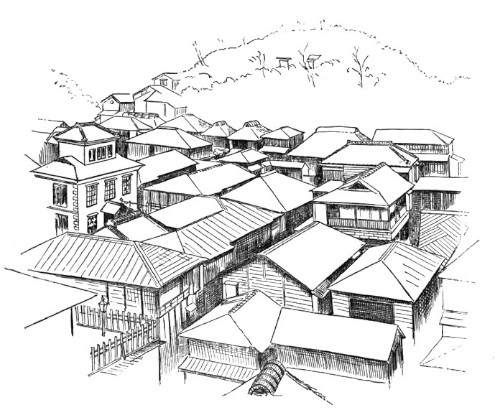
モースによる江の島の街並み

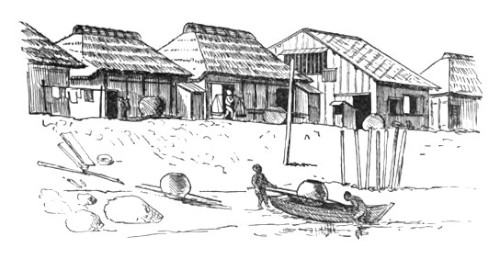
モースによる江の島の漁師の家

安政5年（1858年）の日米修好通商条約から1899年（明治32年）の日英通商航海条約発効までの間、横浜の外国人居留地に住む人々は、行動範囲を居留地から10里以内に制限されていた。その制限範囲内にあり、風光明媚で宿泊施設が整っていた江の島には、明治初期以来多くの外国人が訪れるようになった。東京大学の初代動物学教授エドワード・S・モースは1877年（明治10年）7月から8月まで、シャミセンガイ研究のために江の島に日本最初の臨海実験所を開いた。アイルランド人貿易商サムエル・コッキングは、東山頂上部にあった与願寺の菜園を買い取り、別荘と庭園の造営を開始した。多くの熱帯植物を収集栽培し、本格的なボイラーを持つ大型温室やオオオニバスの栽培池を持つという画期的な熱帯植物園が完成したのは1885年（明治18年）のことであった。ただし、温室の完成は1888年（明治21年）以降と推察される。
このように、文明開化の時代に江の島が近代博物学発祥地の一つとなった。1985年（昭和60年）4月14日、北緑地に「日本近代動物学発祥の地記念碑」が建てられ、2002年（平成14年）の江の島植物園リニューアル工事の際にコッキングの温室跡が再発見され、新しくオープンした公園は「江の島サムエル・コッキング苑」と名付けられた。

### 景勝観光地へ

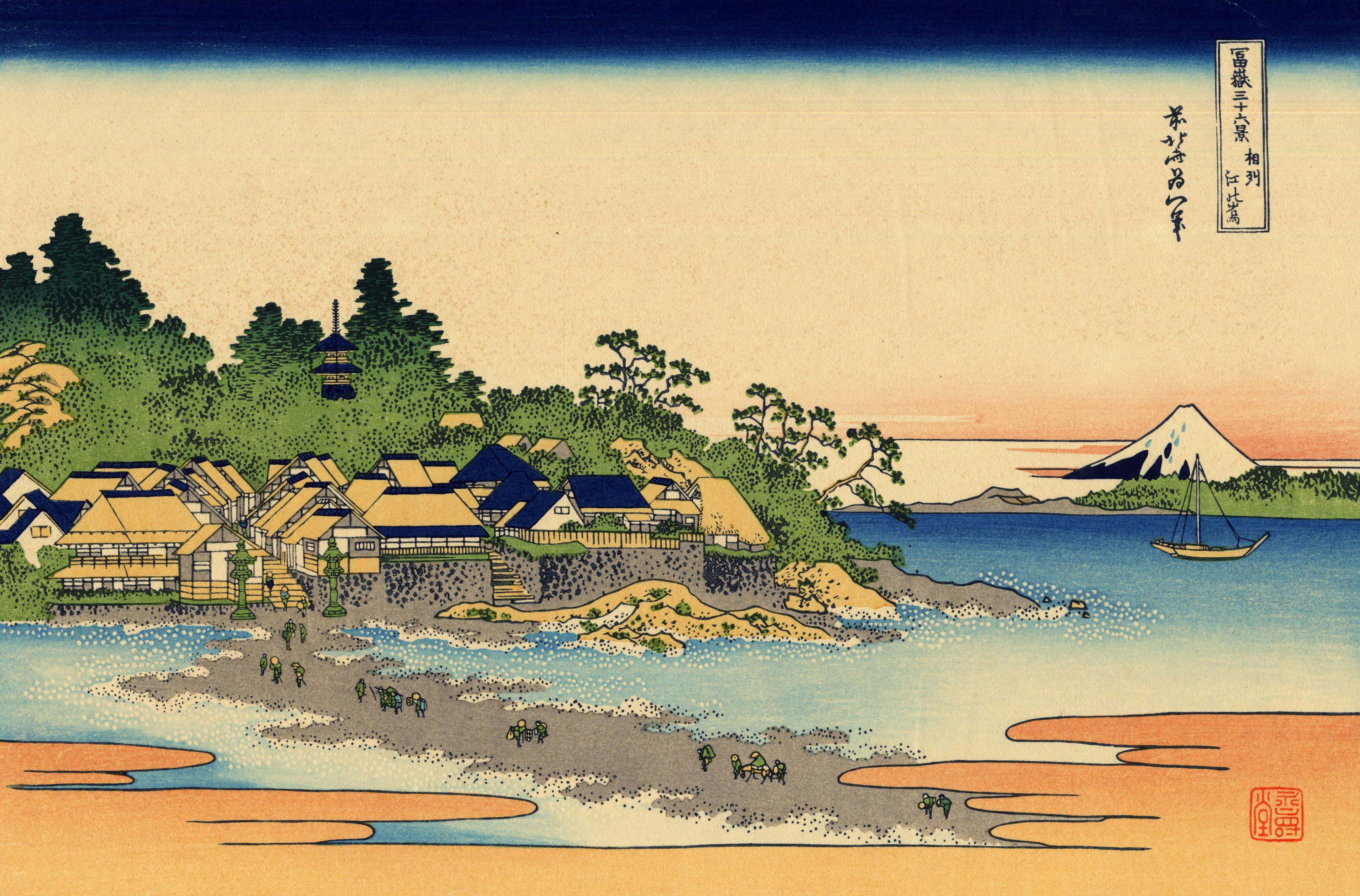
葛飾北斎『富嶽三十六景』より相州江の島

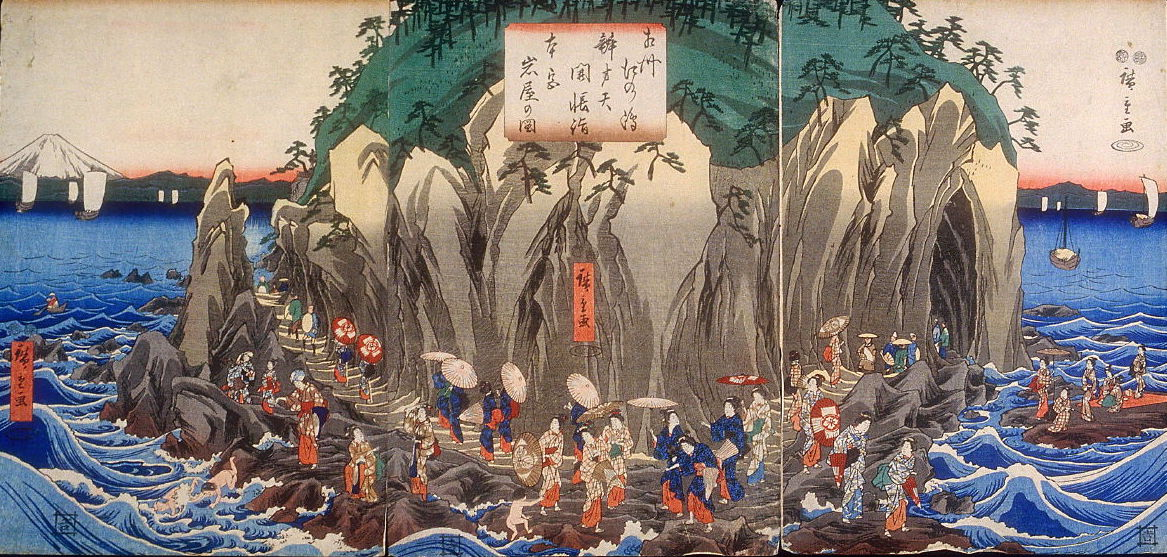
歌川広重『相州江の島 弁才天開帳詣 本宮岩屋の図』。関東大震災以前の姿。画面左では“稚児ヶ淵”に子どもが飛び込んでいる。

落語の大山詣りに見られるように、江戸時代後期には江戸庶民の行楽地として大山 - 江の島 - 鎌倉 - 金沢八景を結ぶ観光ルートが流行した。立て前は寺社参拝だが、景勝地や古蹟を訪ね、名物料理を味わい、名産を土産とするという側面が強くなってくる。江の島の風光は多くの浮世絵に描かれ、歌舞伎の舞台となるなど、広く知られるようになる。明治維新の廃仏毀釈により、与願寺は宗像三女神を祀る江島神社となり、宿坊は一般旅館へと転業した。1887年（明治20年）の鉄道開通、さらに1902年（明治35年）の江之島電氣鐵道の開通は江の島に多くの観光客を運ぶことになり、鎌倉まで全通すると、江の島、鎌倉を結ぶ観光ルートが確立し、修学旅行などで賑わうようになった。大正時代には新たな神社として児玉神社が祀られた。1923年（大正12年）9月1日 - 大正関東地震により島全体が2メートル近く隆起し、海蝕台が海面上に現れる。東岸の津波被害は著しく、島内のほとんどの建物は倒壊した。江の島桟橋は津波で流失する。震災の復興が進む中、1929年（昭和4年）には小田急江ノ島線が開通し、観光地発展のきっかけを与えた。神奈川県は湘南海岸一帯の国際観光地開発を目論み、湘南遊歩道路（現・国道134号）の敷設をはじめ、インフラ整備が進められた。江の島では1934年（昭和9年）4月、海底透視船が営業開始するなど、新しい魅力が加わった。
戦後、1947年（昭和22年）4月1日、江の島を含む鎌倉郡片瀬町は藤沢市に編入され、藤沢市と江ノ島鎌倉観光による江の島の観光地開発が本格化する。木造の江の島桟橋はコンクリート橋脚(橋桁は木製)の「江の島弁天橋」となり、「江の島植物園」「平和塔」の建設が続いた。1959年（昭和34年）3月5日、藤沢市は米国マイアミビーチ市と姉妹都市提携を結び、「東洋のマイアミビーチ」という触れ込みで江の島・片瀬・鵠沼地区の観光開発に力を入れる。この年、江ノ島鎌倉観光は日本初の野外エスカレータ「江の島エスカー」を建設した。
1964年（昭和39年）の第18回東京オリンピックでヨット競技会場になった頃が観光客数のピークで、以後は漸減する。1971年（昭和46年）3月7日、岩屋で落石事故が起こり、立ち入り禁止となったことも江の島の魅力を失わせることとなった。そこで1986年（昭和61年）、「江の島地区整備計画検討会議」が発足し、観光地江の島の再生が図られた。神奈川県は1985年（昭和60年）に「湘南なぎさプラン」を策定、さらに1990年（平成2年）、イベント「サーフ'90」を開催し、相模湾岸各自治体の連携と県の指導による相模湾岸地域の活性化が図られた。22年にわたり閉鎖した岩屋は、調査・整備の後、1993年（平成5年）に有料観光施設として再開された。その一環として藤沢市による江の島植物園のリニューアル工事が行われたのである。江の島サムエル・コッキング苑のオープン1年後に発表された年間入場者数は、旧江の島植物園時代の20万人弱から50万人を超えるまでになった。
2021年に1964年東京オリンピックのレガシーを活かす形で、2020年東京オリンピック・パラリンピックのセーリングの会場となったが、コロナ禍で無観客ということもあり、一般客には会場であることを知らない者も多く、人出も少なかった。

### マリンスポーツの拠点

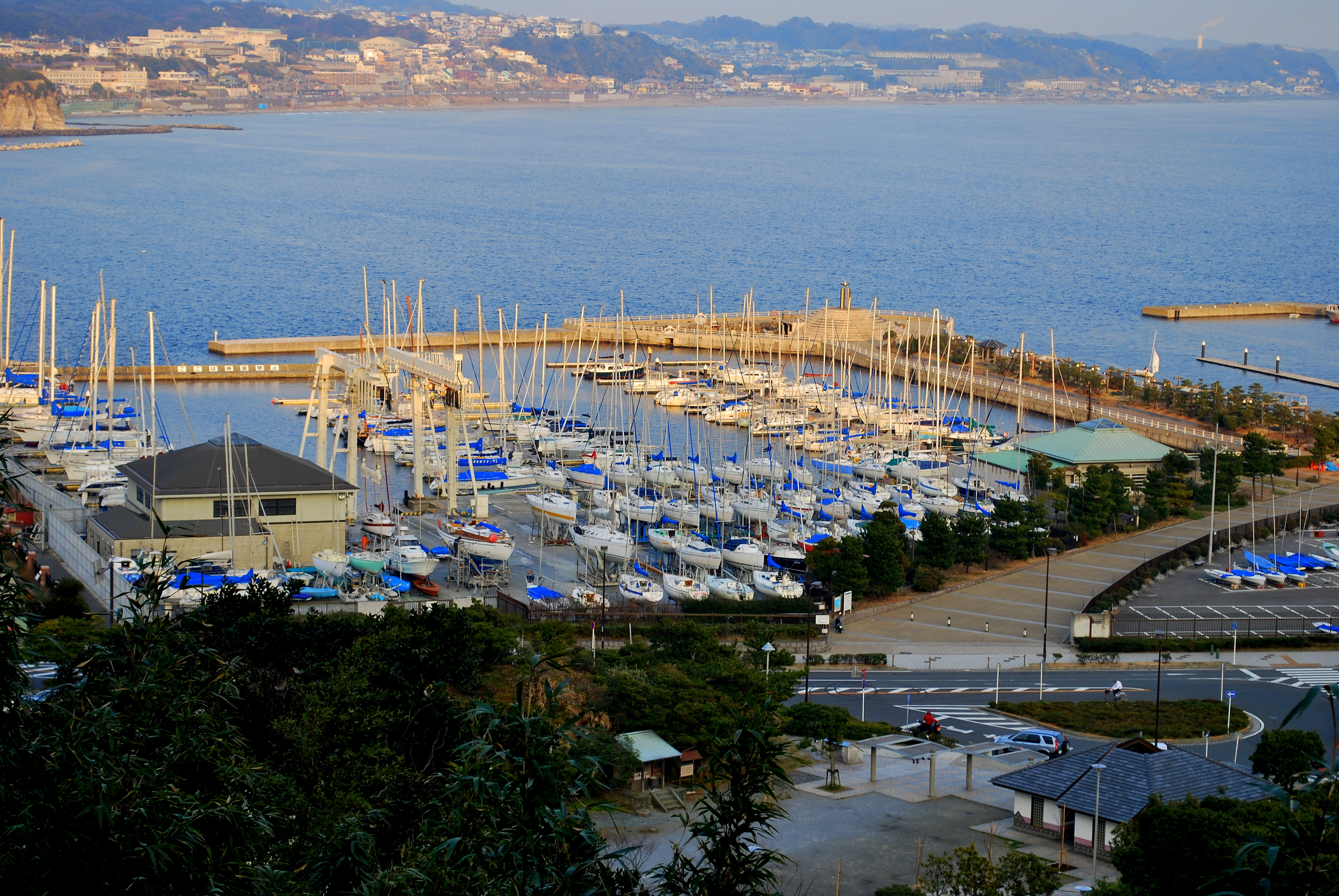
江の島ヨットハーバー

江の島周囲の隆起海蝕台は、磯釣りや潜水（ダイビング）のポイントとして知られ、漁師の中には釣り客のために釣船を仕立てたり、舟宿を営む者もいた。1964年（昭和39年）の第18回東京オリンピック時にはヨット競技会場に選ばれた。この指定を受けて島の東部を大幅に埋め立て、ヨットハーバー・湘南港建設のために1962年（昭和37年）、湘南港臨港道路の自動車専用橋「江の島大橋」が開通し、神奈川県道305号江の島線「江の島弁天橋」の通行料が無料となった。この埋立により江の島の陸地面積は1.5倍ほどに拡大した。こうして完成した江の島ヨットハーバーは、1000隻以上のヨットを収容できる日本トップクラスのハーバーとして活用されている。東京オリンピックを皮切りに国際大会もしばしば開催され、1998年（平成10年）には第53回国民体育大会（かながわ・ゆめ国体）のヨット競技会場となった。プレジャーボートの管理や小型船舶操縦士の講習施設もあり、江の島漁港には釣船の発着場もある。

### 江の島の住民
江の島の人口は、江戸時代から明治、大正にかけて600から700人台に漸増した。昭和に入って急増し、1,000人を突破する。ピークは1955年（昭和30年）の1372人で、東京オリンピック以後は急減する。人口は、2014年3月時点で江の島一丁目が252人、江の島二丁目が110人、島全体で362人である。年齢別人口構成は一丁目、二丁目で顕著な差はなく、0-14歳が8%、15-64歳が53%、65歳以上が39%程度である。第一次産業人口として水産業従事者も若干居住する。伝統的な漁法としては、イセエビの「磯だて網」漁業を中心に、磯場での「テングサ潜り」、「見突き・ツキンボ」、サザエ・アワビの潜り漁業などの沿岸漁業で、漁獲物は古くから島内の宿坊、旅館、飲食店の食膳に上ったり、土産物として販売された。戦前から戦後しばらくは、相模湾から大島沖に5月から9月の間、回遊してくるカツオを追う一本釣りも行われていた。東岸の埋立が行われ、江の島漁港が整備されてから新しい漁法も加わった。江の島沖合の大型定置網漁業や、9月から3月にかけてワカメ養殖も行われている。また、12月から4月にかけてはシラスウナギ漁も盛んである。

## 歴史

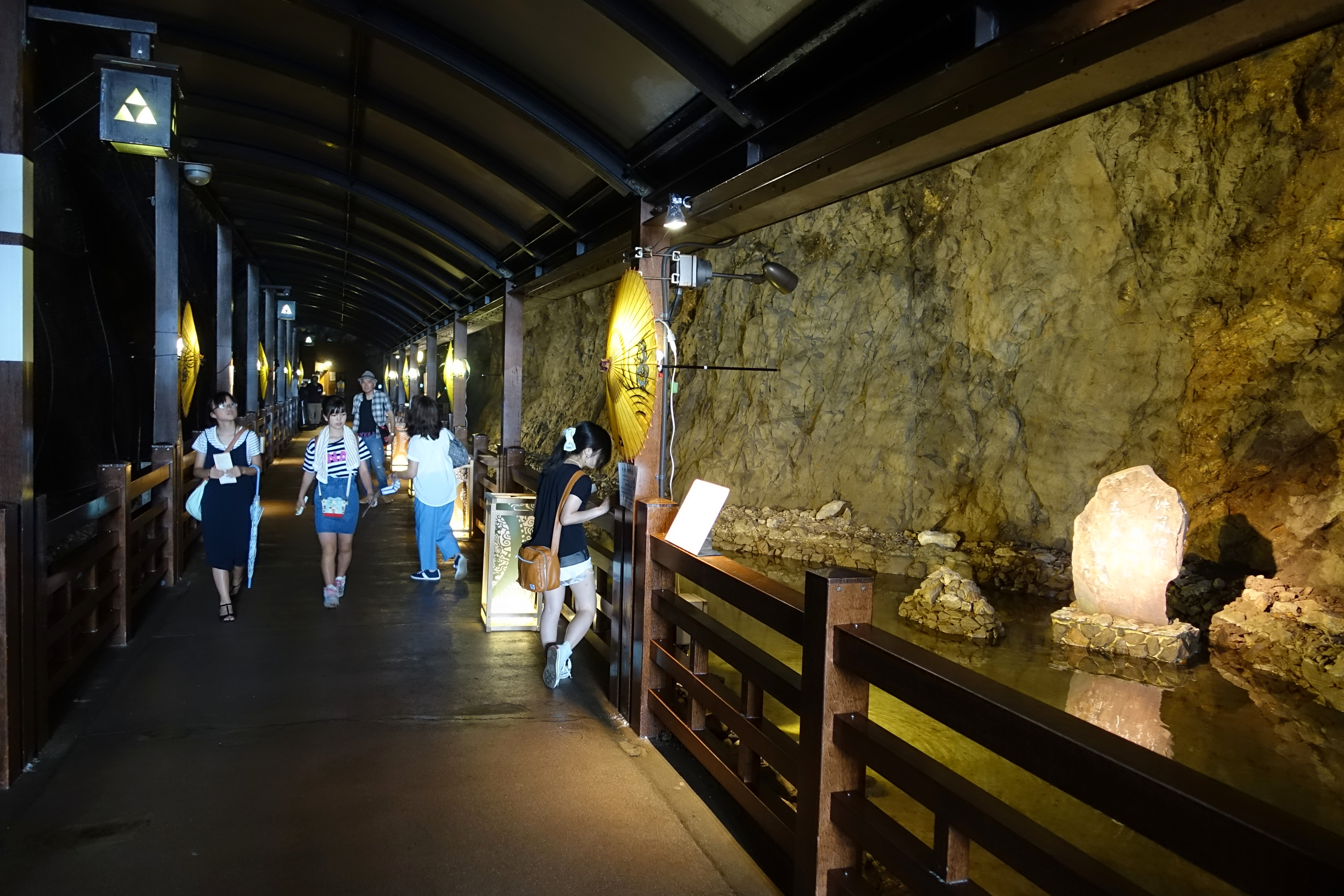
江の島岩屋

### 沿革
- 約20000年前 - 元々は陸続きであったが侵食、海進により島となった。
- 7000B.C.-1500B.C. - 東山頂上部に縄文時代の住居跡や石器（江の島植物園改修工事で発掘）。
- 「江嶋縁起」（皇慶が書いたと伝えられる）によれば、欽明天皇13年（552年?）4月に海底より塊砂を噴き出し、21日で島ができたと伝えられている[13]。
- 文武天皇4年（700年）4月 - 役小角が江の島の岩屋に参籠したといわれる。以来、島全域が聖域として扱われた。
- 天平勝宝元年（749年）10月 - 正倉院に残る庸布墨書によれば、方瀬（片瀬）郷の郷戸主大伴首麻呂、調庸布一端を朝廷に貢進とあり、この地域の公的記録の初出とされる。
- 弘仁5年（814年） - 伝承によれば空海（弘法大師）が金窟（現・岩屋）に参拝し国土守護・万民救済を祈願、社殿（岩屋本宮）を創建、神仏習合により金亀山与願寺（よがんじ）という寺院になったという。
- 伝承によれば仁寿3年（853年） - 円仁（慈覚大師）が龍窟（現・岩屋）に籠もり、弁才天よりお告げを受け、上之宮（現・中津宮）の社殿を創建したという。
- 寿永元年（1182年） - 源頼朝の祈願により文覚が弁才天を勧請[14]。
- 文治元年（1185年） - 頼朝が弁才天（現・奥津宮）に鳥居を奉納。
- 建久元年（1190年） - 北条時政、江の島に参籠、一族の繁栄を祈願する。この時、龍神の残した3枚の鱗をもとに、北条氏・「三鱗」の家紋と定めた。
- 正治元年（1199年） - 良真、江の島で千日余も修行。
慈悲上人良真（じひしょうにんりょうしん）鶴岡八幡宮の供僧。聖天島脇の祠に座像がある。修行の邪魔をしたガマガエルを石に化したと伝えられる「蟇石」が辺津宮参道脇にある。
- 建仁元年（1201年） - 将軍源頼家、江の島へ参詣。
- 建仁2年（1202年）7月15日 - 修行中の良真の眼前に聖天島に弁才天が現れ、山頂の社殿の荒廃を嘆く（岩本院・江ノ島縁起絵巻第五巻）。
- 元久元年（1204年） - 良真、将軍源実朝の命により宋に渡り（実際には渡宋は行われなかったという説が有力）、慶仁禅師より江の島に因んで授けられたと伝えられる「江島霊迹建寺の碑」を辺津宮境内に建てる。
- 建永元年（1206年） - 良真の請願により、下之宮（現・辺津宮）将軍源実朝により創建。
- 建保3年（1215年） - （9月）大地震（吾妻鏡）。
- 建保4年（1216年）1月15日 - 江の島へ、徒歩で渡れるようになる（吾妻鏡）[13]。
- 安貞2年（1228年） - 将軍藤原頼経、江の島へ参詣。
- 弘安5年（1282年） - 一遍（いっぺん）鎌倉入りを拒まれ、江の島へ渡島したと伝える。
- 南朝：延元3年、北朝：暦応元年（1338年） - この頃、江の島は、室町幕府鎌倉府の保護のもと、御料所となる。
- 宝徳2年（1450年） - 関東管領上杉氏重臣長尾景仲による鎌倉公方足利成氏政権転覆の計画が明らかとなり、鎌倉を脱出して江の島に逃れた成氏[15]とこれを追跡してきた景仲の間で江の島を巡って攻防戦が行われた（江ノ島合戦）。
- 康正元年（1455年） - 足利成氏、江の島・岩本坊の間宮氏に、鎌倉警護の勲功を感謝する書状を送る。岩本坊は、成氏の武運長久を祈願し、弁才天像、扇子などを贈る。
- 永正元年（1504年） - 北条早雲が、江の島に軍勢の乱妨狼藉を禁止する制札を出した。
- 永正10年（1513年） - 八臂弁才天坐像、仏所上総により彩色等を補修。
- 享禄4年（1531年） - 江の島上之坊を岩本院が兼帯する。
- 天文12年（1543年） - 蜷川康親、江の島岩本坊へ神馬を寄進する。
- 天文13年（1544年） - 岩本院「江島遷宮寄進注文」が作成され、玉縄城主北条綱成とその家族らが署名[16]。
- 天文18年（1549年） - 北条氏康が、上之宮および下之宮の修造に際し、白糸20斤を寄進した。
- 天文20年（1551年） - 北条綱成が、江の島岩屋内における鳩の殺生を禁止した。
- 永禄6年（1563年） - 蜷川某、岩本院に制札を掲げ江の島参詣衆より関役を取らせる[15]。
- 1579年（天正7年） - 北条氏照、岩本坊に不入・留浦など5か条の特権を認める[15]。
- 1600年（慶長5年） - 徳川家康が参拝した[15]。
- 1640年（寛永17年） - 岩本院と上之坊との間で、利権争いが起こる。その結果、相続権・財政権・後任選任権などを得た岩本院は、幕府から朱印状を手に入れることになり、上之坊を奴属化させることに成功する。
- 1648年（慶安元年） - 岩本院、京都仁和寺の末寺となる。
- 1649年（慶安2年） - 岩本院、徳川家光より「江島弁財天境内等諸役免除」の朱印状を受ける。
- 1650年（慶安3年） - 岩本院、江の島利権支配確立。
- 1674年（延宝2年） - 徳川光圀が参拝した。
- 江戸時代 - 江の島で弁天信仰が盛んになり、手軽な観光地として江戸から多くの町民が訪れ賑わった。特に弁才天は音曲をつかさどる神として知られたため、検校など盲人音楽家や歌舞伎役者なども数多く参拝した。参拝者のための宿坊も門前に軒を連ね、関東一円に出開帳を行うなどの活動も見られた。宿坊の中でも岩本院（江嶋寺＝こうとうじとも呼ばれた）は有名で、現在の旅館「岩本楼」の前身にあたる。
関東総検校（盲人の役職の最高位）となる杉山和一が管鍼術（鍼治療の一種）に開眼した場所として知られ、盲人の信仰も厚かった。東海道藤沢宿から江の島に至る「江の島道」と呼ばれる道筋には、和一により寄進された道標が数基現存している。後に「日蓮宗の奇跡が起きた島」（奇跡の落雷により）としても有名になる。
- 延宝3年（1675年） - 下之宮（現辺津宮）の本殿、再建される。
- 元禄2年（1689年） - 中津宮が再建される。
三神社（岩本院・上之坊・下之坊）弁財天総開帳。この年が開帳の始まりとされる。
- 元禄3年（1690年） - 杉山和一、下之宮（現辺津宮）の社殿再興。
- 元禄5年（1692年） - 杉山和一、江ノ島弁才天の神徳を受け護摩堂を建立。
- 元禄6年（1693年） - 杉山和一、下之宮（現・辺津宮）の三重塔を建立。
- 元禄7年（1694年） - 杉山和一、没。江の島に笠塔婆型墓、建立。
- 元禄16年（1703年） - 元禄地震。東端の小島、聖天島が隆起により半島状になる。
- 延享4年（1747年） - 江島神社の青銅の大鳥居創建。
- 宝暦11年（1761年） - この年より7年に一度、相州江の島岩屋弁財天開帳が始まる。
- 天明7年（1787年） - 江の島近在の風流人12人が一日江の島に遊び、「相州・江乃島八景」を選んで漢詩と和歌を添え上之宮へ奉じる。
「岩屋之晴嵐」「江島寺晩鐘」「小児淵夜雨」「西浦之夕照」「東浦之帰帆」「金亀山秋月」「鵜島之落雁」「両山之暮雪」
- 寛政2年（1790年） - 中津宮の鳥居再建。
- 享和3年（1803年） - 酒井抱一、奥津宮拝殿天井の「八方睨みの亀」を描く。
- 文化元年（1804年） - 姫路城主 酒井雅楽頭源忠道が中津宮境内に「江島弁財天女上宮之碑」を建立。
- 文政2年（1819年） - 江戸・芝の講中、岩屋道道標を建立。
- 文政4年（1821年） - 江島神社の青銅の大鳥居、再建。
- 文政6年（1823年） - 江島神社奥津宮の鳥居、台風で破損。
- 文政10年（1827年） - 江島神社奥津宮の鳥居、修復。
- 天保12年（1841年） - 奥津宮社殿、火災で焼失。
同年、中津宮参道の古帳庵夫妻の句碑、建立。
- 天保13年（1842年） - 奥津宮社殿、再建。
- 弘化元年（1844年） - 辺津宮の境内社、天王社（現・八坂神社）、再建。
- 嘉永4年（1851年） - 江島神社奥の院の鳥居、稚児ヶ淵への下り口に建立。
- 文久元年（1861年） - 中津宮の社前にあった竜宮城の門と同様な「不老門」が老朽化していたのを、相州津久井郡勝瀬村の富豪・岡部政右衛門が私費を投じて独力で再建。再建記念碑を建立。碑のみ現存。
- 文久2年（1862年） - 河竹黙阿弥作の歌舞伎「青砥稿花紅彩画（あおとぞうしはなのにしきえ）（弁天娘女男白浪、通称「弁天小僧」）」江戸中村座で初演。
- 慶応元年（1865年） - 長堀検校ら、辺津宮の朱塗りの大鳥居の脇に大型の狛犬を寄進。
- 明治元年（1868年） - 明治維新により江の島村は一旦韮山県に所属し、9月21日（11月5日）、神奈川県となる。
- 1873年（明治6年） - 神仏分離令により、金亀山与願寺は廃され、神道部分が弁財天信仰を引き継ぎ、江島神社という神社となった。辺津宮の境内社、天王社、八坂神社と改称。江の島に江島学舎が開校する。旧岩本院、旅館「岩本楼」として開業。
- 1875年（明治8年） - 東大教授・ヒルゲンドルフが江の島で貝を買い、その後、オキナエビスが新種であることが分かる。

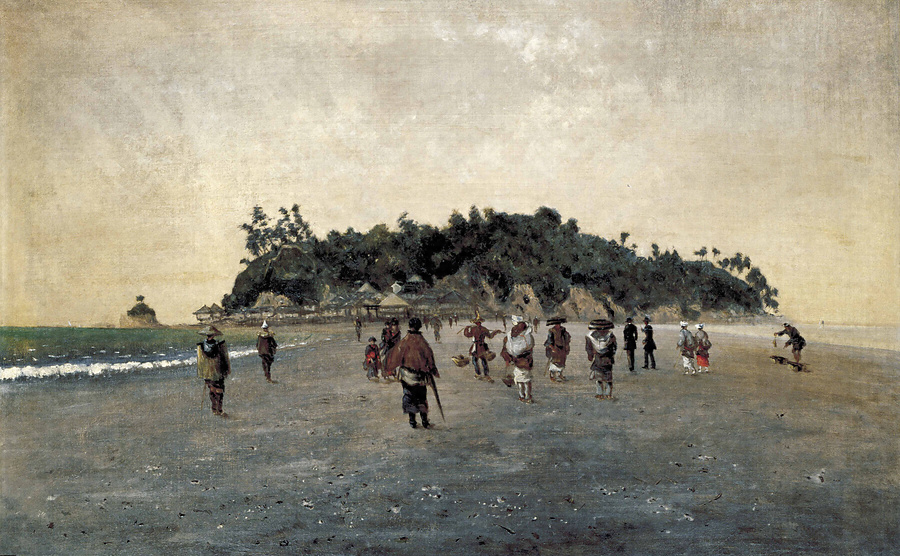
高橋由一による江の島図。1876年から77年の間。

- 1877年（明治10年） - エドワード・S・モースが、江の島にシャミセンガイ研究のために江ノ島臨海実験所を設営した。江の島は日本初、海洋生物学発祥の地となる。
- 1880年（明治13年） - アイルランド人貿易商のサムエル・コッキング、江島神社の所有地であった江の島頂上部の土地500坪余（現在の亀ヶ岡公園）を妻名義で購入し、別荘を建築。
- 1882年（明治15年） - サムエル・コッキング、別荘の向かいに所在していた江島神社の所有地（神仏分離で廃寺になった寺の菜園跡）であった江の島頂上部の土地3200坪余（現在の江の島サムエル・コッキング苑の一部）を買い取り、庭園の造営を開始する。
- 1884年（明治17年）4月1日 - 江島学舎、片瀬学校江ノ島分教場となる。
- 1885年（明治18年） - サムエル・コッキングの庭園、完成。
  - ただし、温室の完成は1888年（明治21年）以降と推察される[6][注釈 1]。
- 1889年（明治22年）4月1日 - 江ノ島村、対岸の片瀬村と合併し、鎌倉郡川口村となる。江島学舎は川口村立小学校江ノ島分校となる。

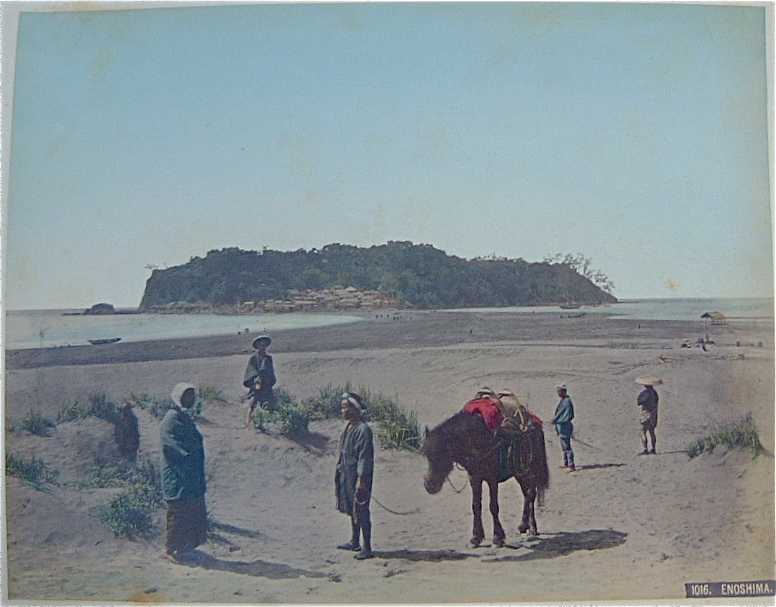
日下部金兵衛による写真。1890年代。

- 1890年（明治23年） - 江の島北岸が埋め立てられ、須田町と名付けられる。
- 1891年（明治24年） - 江の島に初めて桟橋が架けられる（砂州の途中から）。
- 1897年（明治30年） - 江の島・片瀬間に村営棧橋完成。
- 1902年（明治35年） - 江之島電氣鐵道、藤澤 - 片瀬（現・江ノ島駅）間開通。山二つに中村屋羊羹店開業。
- 1905年（明治38年）6月18日 - 江の島防険柵落成式（岩屋弁天に通じる鉄鎖）。
- 1909年（明治42年） - 江の島に初めて電灯開設。
- 1911年（明治44年） - 片野廣吉が渡邊貝細工店より妻ラクを迎え、江の島2-4-8（鎌倉郡川口村200番地）に貝廣を創業。
- 1915年（大正4年） - 江島神社奥の院の鳥居を修復。
- 1917年（大正6年）4月10日 - 山田流琴曲の開祖・山田検校を顕彰し、山田検校顕彰碑と座像が検校100年忌に幸田露伴らによって建てられた。
- 1918年（大正7年） - 日露戦争で活躍した明治時代の軍人・児玉源太郎を祀る児玉神社が創建された。
- 1923年（大正12年）9月1日 - 大正関東地震により島全体が2メートル近く隆起し、海食台が海面上に現れる。江の島桟橋は津波で流失する。
  - 10月 - 再建された江の島桟橋が川口村営から神奈川県営になる。
- 1926年（大正15年）4月 - 東大資料編纂室長の浦永峯光が、奥津宮拝殿の八方睨みの亀の絵を酒井抱一の末流野沢堤翠に摸写を依頼。
  - 12月14日 - 江之島水道株式会社により、鵠沼高瀬弥一邸の地下水を水源とする上水道が通水する。
- 1927年（昭和2年） - 江の島、日本百景に選定。
- 1928年（昭和3年）2月 - 江之島水道株式会社が東京府の玉川水道株式会社と業務提携し、湘南水道株式会社と商号を変更。
- 1929年（昭和4年）4月1日 - 小田原急行鉄道江ノ島線が開通する。
- 1930年（昭和5年） - 台湾の有志、児玉神社に狛犬を奉納。
- 1933年（昭和8年）4月1日 - 町制を施行・改称し、鎌倉郡片瀬町となる。湘南水道株式会社が神奈川県に買収され、神奈川県営水道となる。江之島水道、湘南水道当時の量水器蓋や止水栓蓋が2016年11月現在も僅かに現存している。
  - 10月1日 - 江の島小唄完成。
- 1934年（昭和9年）4月、海底透視船が営業開始する。
  - 12月28日 - 「江ノ島」の名称で、国の名勝および史蹟に指定される[17]。
- 1947年（昭和22年）4月1日 - 鎌倉郡片瀬町が藤沢市に編入され、藤沢市片瀬の一部となる。
- 1949年（昭和24年）4月25日 - 木造の江の島桟橋、コンクリート橋脚の「江の島弁天橋」（有料）となり、藤沢郵便局にて江の島弁天橋竣工記念消印が4月25日から5月15日まで提供された[18]。
  - 12月 - 藤沢市がコッキングの庭園跡地を整備し、「江の島熱帯植物園」として公開した。
- 1950年（昭和25年） - 江の島熱帯植物園、江ノ島鎌倉観光（後の江ノ島電鉄）の委託経営となり、「江の島植物園」と改名。
- 1951年（昭和26年） - 伊豆大島から連れてきた54匹のタイワンリスを江の島植物園で飼育。後に台風で飼育小屋が壊れて逃げ出し、弁天橋を渡って鎌倉市内に入り込んで繁殖するようになったといわれる。
  - 3月25日 - 江ノ島鎌倉観光が東京都世田谷区二子玉川の読売遊園（後の二子玉川園）にあった落下傘塔を江の島植物園内に移築し、「読売平和塔」という展望台を兼ねた民間灯台（灯台名:江の島灯台）を建設した。
- 1953年（昭和28年） - 江島神社の木造彩色弁才天坐像、県指定文化財（彫刻）に指定。
- 1958年（昭和33年） - 江の島弁天橋、全面コンクリート製となる。江島神社の太刀 銘：肥前国佐賀住1口 県指定文化財（工芸品）に指定。
- 1959年（昭和34年）3月5日 - 藤沢市は米国マイアミビーチ市と姉妹都市提携を結び、「東洋のマイアミビーチ」という触れ込みで江の島・片瀬・鵠沼地区の観光開発に力を入れる。江ノ島鎌倉観光は日本初の野外エスカレータ「エスカー」を建設し、江の島植物園内にインドネシアスラウェシ島のトラジャ族の家屋を模した「南方民俗館」を開設した。
- 1960年（昭和35年）6月10日 - 第十八回夏季オリンピック東京大会で、江の島にヨット競技の会場を建設に伴って景観が破壊されることとなったため、文化財保護委員会は「江ノ島」に係る国の名勝および史跡の指定解除を決め、同年6月29日に名勝および史跡の指定は解除された。
  - 10月14日 - 神奈川県が県指定史跡・名勝とした。

- 1961年（昭和36年）3月31日 - 藤沢市立片瀬小学校江ノ島分校廃止。
- 1962年（昭和37年） - 埋め立て工事のために自動車専用橋「江の島大橋」が開通し、「江の島弁天橋」の通行料が無料となった。
江の島東部が突貫工事により大幅に埋め立てられ、島の面積は一挙に約1.5倍になった。この埋め立てにより、東浦の離れ小島であった聖天島は公園内にその上部を晒す事となり、2016年11月現在も原位置に存在してバス停名称にもなっている。
- 1963年（昭和38年） - 湘南港、江の島ヨットハーバー、江の島漁港が開設された。杉山和一の墓が市指定史跡に、群猿奉賽像の庚申供養塔が市指定有形民俗文化財に指定。
  - 12月 - 日本高速船が湘南港 - 熱海 - 伊東を結ぶ水中翼船「わかしお」を定期運航を開始。
- 1964年（昭和39年） - 東山頂上部にあった旅館「江の島館」、出火焼失し廃業。
  - 8月18日 - 湘南港完成、江の島ヨットクラブ発足。
  - 10月1日 - 東京オリンピック記念「弁財天と世界女性群像」除幕式。彫刻：加藤顕清。
  - 10月11日 - 第18回東京オリンピックヨット競技会場になった。
- 1965年（昭和40年） - 東海汽船、湘南港 - 大島航路就航。
- 1966年（昭和41年） - 江の島モーターボートクラブ（E.M.C.） 創業。
  - 10月1日 - 藤沢市が実施した第4次住居表示により、大字江之島が江の島一丁目および江の島二丁目となる[19]。市はこの時に地名表記をひらがなに統一し、「江の島」が公称地名となる。
- 1968年（昭和43年） - 日本高速船の湘南港 - 熱海 - 伊東を結ぶ水中翼船「わかしお」の定期運航廃止。
- 1970年（昭和45年） - 辺津宮旧神楽殿跡に法隆寺夢殿を模した八角堂「奉安殿」が新築される。
- 1971年（昭和46年） - 江島神社奥津宮拝殿の八方睨みの亀の絵 市指定文化財（絵画）に指定。熱帯植物園のクックアロウカリア、シマナンヨウスギ、タイミンチク群、ツカミヒイラギを市指定天然記念物に指定。
  - 3月7日 - 岩屋で落石事故。立ち入り禁止となる。
- 1974年（昭和49年） - 東海汽船、湘南港 - 大島航路を廃止。現在、藤沢市は大島航路再開を目論んでいる。
- 1976年（昭和51年） - 辺津宮、拝殿と幣殿を新築。
- 1978年（昭和53年）6月 - 廃校になった藤沢市立片瀬小学校江ノ島分校の施設を利用して、江の島市民の家開所。
- 1979年（昭和54年） - 江の島稚児ヶ淵、かながわの景勝50選に選定。
- 1980年（昭和55年） - 中津宮、屋根の葺き替え。
- 1982年（昭和57年） - 江の島天王祭、かながわのまつり50選に選定。
  - 11月 - 県立「婦人総合センター」が開館。
- 1984年（昭和59年） - 江島神社の真名本江嶋縁起、市指定文化財（書跡）に指定。
- 1985年（昭和60年）4月14日 - 北緑地にエドワード・S・モースを記念する「日本近代動物学発祥の地記念碑」を設立。
- 1986年（昭和61年） - 辺津宮参道に龍宮城を模した「瑞心門」造営。「江の島地区整備計画検討会議」が発足。
- 1987年（昭和62年） - 江ノ島参道から片瀬州鼻通り、かながわのまちなみ100選に選定。
- 1988年（昭和63年） - 江ノ島の森、かながわの美林50選に選定。
- 1990年（平成2年） - 江の島大橋・江の島弁天橋、かながわの橋100選に選定。
- 1991年（平成3年） - 江ノ島、かながわの探鳥地50選に選定。
  - 4月 - 県立婦人総合センター、「かながわ女性センター」に名称変更。
- 1993年（平成5年） - 22年にわたり閉鎖されていた岩屋が調査・整備の後、有料観光施設として再開された。旧江の島館跡地に江の島大師創建。
- 1994年（平成6年） - 江の島植物園（ツバキ）、かながわ花の名所100選に選定。奥津宮近くに龍宮大神（わだつみのみや）が祀られる。
- 1996年（平成8年） - 江島神社中津宮、大改修が行われる。恋人の丘の「龍恋の鐘」が設置される。
- 1997年（平成9年） - 江島神社の青銅鳥居、市指定文化財（建造物）に指定。
- 1998年（平成10年） - 第53回国民体育大会（かながわ・ゆめ国体）のヨット競技会場となる。
- 1999年（平成11年） - 湘南港にセンタープロムナードとサザエ島完成。「金亀楼」跡地の建造物が撤去され、「花の広場」となる。
  - 9月 - 第1回「江の島歌舞伎」公演（会場＝かながわ女性センター）。以後隔年に開催。江島神社中津宮境内に記念碑建立。しだれ梅を記念植樹。
- 2000年（平成12年）
  - 3月 - 江の島北緑地再整備事業が行われ、東京オリンピック記念「弁財天と世界女性群像」噴水池を現在地に整備。
  - 10月、参道に「片岡鶴太郎美術館」オープン。
- 2001年（平成13年） - 岩本楼ローマ風呂、国の登録有形文化財（建造物）に登録。八坂神社改築。江の島囃子連合会、江の島囃子、県指定無形民俗文化財に指定。江の島かながわ未来遺産100に選定。
- 2002年（平成14年） - 江の島植物園改修工事のため閉園。工事現場から縄文土器類1万点が出土。さらにサムエル・コッキングの建設した温室設備を発見。江島神社鎮座1450年を記念して瑞心門に弁財天像を設置。第一岩屋に与謝野晶子歌碑建立。
  - 1月6日 - 江の島虚偽通報事件
- 2003年（平成15年）
  - 1月 - 1951年（昭和26年）に建てられた平和塔が建て替えられ、江の島展望灯台として新たにオープンした。この灯台の所有者は江ノ島電鉄である。
  - 4月29日、植物園が整備され、江の島サムエル・コッキング苑オープン。
  - 5月5日、「片岡鶴太郎美術館」閉館。
- 2004年（平成16年）
  - 4月10日 - 戦時中供出により失われていた奥津宮境内の山田検校座像を再建、除幕式。
  - 12月15日 - 旧二見館跡に天然温泉＆スパ「江の島アイランドスパ」、オープン。
- 2010年（平成22年） - 江の島を起点に行われるマラソン大会・湘南藤沢市民マラソン（しょうなんふじさわしみんマラソン）の第1回目が行われる。
- 2015年（平成27年） - かながわ女性センターが、島外の藤沢合同庁舎へ移転。施設はのちに解体された。
- 2021年（令和3年） - 東京オリンピックのセーリング競技が開催。

### 町名の変遷
| 実施後       | 実施年月日    | 実施前（特記なければ、各字名ともその一部） |
| ------------ | ------------- | ------------------------------------------ |
| 江の島一丁目 | 1966年10月1日 | 大字江之島字西町、字須田町、字東町（全域） |
| 江の島二丁目 | 1966年10月1日 | 大字江之島字西町、字須田町                 |

「江の島」「江ノ島」の表記には揺れがあるが、1966年（昭和41年）10月1日に藤沢市が行った住居表示の施行（この前後に行われた住居表示実施で、藤沢市内の地名表記における片仮名は全て平仮名に統一された）により、正式な地名としているのは「江の島」である。江ノ島電鉄や小田急江ノ島線の駅名はそれぞれ「江ノ島駅」「片瀬江ノ島駅」であるが、湘南モノレールの駅名は「湘南江の島駅」である。一方、神社名は江島神社で「えのしまじんじゃ」と読ませる。
古い文献などでは、「江島」「江乃島」「江之島」「柄島」「絵島」「画島」「榎島」「荏島」など、さまざまな表記が見られる。
江の島または江ノ島の呼称は、単に陸繋島江の島（町名としての江の島一丁目および二丁目）だけでなく、対岸の片瀬海岸一丁目から三丁目および鵠沼海岸一丁目および二丁目を含む一帯の上記駅名をはじめ、組織名、企業名、行事名などに広く用いられ、観光地江の島はこの一帯を含んで認識されている。
- 組織名の例
  - 江の島海水浴場営業組合（片瀬東浜）
  - 江の島海水浴場協同組合（片瀬西浜・鵠沼）
- 企業名の例
  - 江ノ島電鉄
  - 新江ノ島水族館（片瀬海岸）
  - 江の島ボウル（片瀬海岸）
  - 支店名を江の島店あるいは江ノ島店とする店舗とその位置 - レッドロブスター（片瀬海岸）、備屋珈琲店（片瀬海岸）、ジャンボペットランド（片瀬海岸）、ハックドラッグ（片瀬海岸）、ほっかほっか亭（片瀬海岸）、やまか（片瀬海岸）、カプリチョーザ（片瀬海岸）、PIZZERIA&DINING PICO（片瀬海岸）、中島生花店（片瀬）、マクドナルド（鵠沼海岸）、モスバーガーオーシャンカフェ（鵠沼海岸）、吉野家・134号線（鎌倉市腰越）
- 行事名の例
  - 江の島マイアミビーチショー
  - 江の島花火大会

## 指定文化財・名数など

### 重要文化財（国指定）
- 江島神社、木造弁才天坐像（八臂弁財天）（彫刻） 2019年指定[20]

### 登録有形文化財
- 岩本楼ローマ風呂 - 国の登録有形文化財（建造物） 2001年登録

### 県指定史跡および名勝
- 江ノ島 - 1960年指定

### 県指定文化財
- 江島神社、太刀 銘：肥前国佐賀住 1口 県指定文化財（工芸品） 1958年指定
- 江の島 県指定史跡名勝 1960年指定（1934年、国の史跡および名勝に指定されていたが、湘南港建設の大幅埋立が行われることになったため、1960年に国指定は解除された。その直後に県指定になった）
- 藤沢市文書館、旧江の島惣別当岩本院文書（「江の島縁起」、古河公方関係文書・小田原北条氏関係文書） 県指定文化財（書跡） 1975年指定
- 江の島囃子連合会、江の島囃子 県指定無形民俗文化財 2001年指定

### 市指定文化財
- 杉山和一の墓 市指定史跡 1963年指定
- 江島神社、群猿奉賽像の庚申供養塔 市指定有形民俗文化財 1963年指定
- 江の島弁財天道標 12基 市指定文化財（建造物） 1965年指定（うち1基が島内「福石」脇にある）
- 江島神社、八方睨みの亀の絵 市指定文化財（絵画） 1971年指定
- 江島神社、真名本 江嶋縁起 市指定文化財（書跡） 1984年指定
- 江島神社、青銅鳥居 市指定文化財（建造物） 1997年指定
- 江島神社、紙本著色江嶋縁起絵巻 市指定文化財（絵画） 2019年指定
- 江島神社、木造妙音弁財天坐像 市指定文化財（彫刻） 2020年指定

### 市指定天然記念物
- 江の島サムエル・コッキング苑、クックアロウカリア 1971年指定
- 江の島サムエル・コッキング苑、シマナンヨウスギ 1971年指定
- 江の島サムエル・コッキング苑、タイミンチク群 1971年指定
- 江の島サムエル・コッキング苑、ツカミヒイラギ 1971年指定

### 名数
- 相州・江乃島八景 天明7年（1787年）江の島近在の風流人12人が一日江の島に遊び、八景を選んで漢詩と和歌を添え上之宮へ奉じたもの。
「岩屋之晴嵐」「江島寺晩鐘」「小児淵夜雨」「西浦之夕照」「東浦之帰帆」「金亀山秋月」「鵜島之落雁」「両山之暮雪」
- 江の島 日本百景 1927年制定
- 江の島稚児ヶ淵 かながわの景勝50選 1979年制定
- 江の島天王祭 かながわのまつり50選 1982年制定
- 江ノ島参道から片瀬州鼻通り かながわのまちなみ100選 1987年制定
- 江ノ島の森 かながわの美林50選 1988年制定
- 江の島大橋・江の島弁天橋 かながわの橋100選 1990年制定
- 江ノ島 かながわの探鳥地50選 1991年制定
- 江の島道の江の島・片瀬付近 かながわの古道50選 1993年制定
- 江の島サムエル・コッキング苑（ツバキ） かながわ花の名所100選 1994年制定
- 江の島 かながわ未来遺産100 2001年制定

### 江の島の名のついた生物
- ベンテンモ（Benzaitenia yenoshimensis Yendo）海藻 紅藻類 イギス目 フジマツモ科（現在江の島周辺では絶滅した）
- カエルウオ（Istiblennius enosimae(Jordan and Snyder,1902)）硬骨魚類 スズキ目 イソギンポ科（新江ノ島水族館で飼育・展示）
- エノシマイソメ（Kinbergonuphis enoshimaensis Imajima 1986） 817. 環形動物門. Annelida. 多毛綱. Polychaeta. イソメ目. Eunicida. ナナテイソメ科. Onuphidae. Kinbergonuphis 属の1種
- コイソカニムシ（Nipponogarypus enoshimaensis Morikawa 1955） 節足動物門．鋏角亜門．クモ綱．カニムシ目, Iocheirata, サバクカニムシ科

## 世帯数と人口
2023年（令和5年）9月1日現在（藤沢市発表）の世帯数と人口は以下の通りである。
| 丁目         | 世帯数  | 人口  |
| ------------ | ------- | ----- |
| 江の島一丁目 | 86世帯  | 205人 |
| 江の島二丁目 | 50世帯  | 87人  |
| 計           | 136世帯 | 292人 |

### 人口の変遷
国勢調査による人口の推移。
| 年                 | 人口 |
| ------------------ | ---- |
| 1995年（平成7年）  | 544  |
| 2000年（平成12年） | 455  |
| 2005年（平成17年） | 441  |
| 2010年（平成22年） | 390  |
| 2015年（平成27年） | 368  |
| 2020年（令和2年）  | 312  |

### 世帯数の変遷
国勢調査による世帯数の推移。
| 年                 | 世帯数 |
| ------------------ | ------ |
| 1995年（平成7年）  | 187    |
| 2000年（平成12年） | 182    |
| 2005年（平成17年） | 183    |
| 2010年（平成22年） | 161    |
| 2015年（平成27年） | 157    |
| 2020年（令和2年）  | 143    |

## 学区
市立小・中学校に通う場合、学区は以下の通りとなる（2015年6月時点）。
| 丁目         | 番地 | 小学校             | 中学校             |
| ------------ | ---- | ------------------ | ------------------ |
| 江の島一丁目 | 全域 | 藤沢市立片瀬小学校 | 藤沢市立片瀬中学校 |
| 江の島二丁目 | 全域 | 藤沢市立片瀬小学校 | 藤沢市立片瀬中学校 |

## 事業所
2021年（令和3年）現在の経済センサス調査による事業所数と従業員数は以下の通りである。
| 丁目         | 事業所数  | 従業員数 |
| ------------ | --------- | -------- |
| 江の島一丁目 | 55事業所  | 506人    |
| 江の島二丁目 | 48事業所  | 507人    |
| 計           | 103事業所 | 1,013人  |

### 事業者数の変遷
経済センサスによる事業所数の推移。
| 年                 | 事業者数 |
| ------------------ | -------- |
| 2016年（平成28年） | 94       |
| 2021年（令和3年）  | 103      |

### 従業員数の変遷
経済センサスによる従業員数の推移。
| 年                 | 従業員数 |
| ------------------ | -------- |
| 2016年（平成28年） | 1,096    |
| 2021年（令和3年）  | 1,013    |

## 施設
- 児玉神社（公式サイト）
- 神奈川県立かながわ女性センター - 2015年3月31日閉館
- 江ノ島郵便局
- 藤沢警察署江の島駐在所
- 江の島市民の家（藤沢市立片瀬小学校江の島分校跡）
- 湘南港江の島ヨットハーバー
- 第三管区海上保安本部横須賀海上保安部湘南海上保安署
- 江の島サムエル・コッキング苑（旧：江ノ島植物園）
- 江島神社（辺津宮 - 中津宮 - 奥津宮 - 岩屋）
- 江の島大師
- 児玉神社
- 江の島展望灯台
- 江の島エスカー
- 龍恋の鐘

## 交通

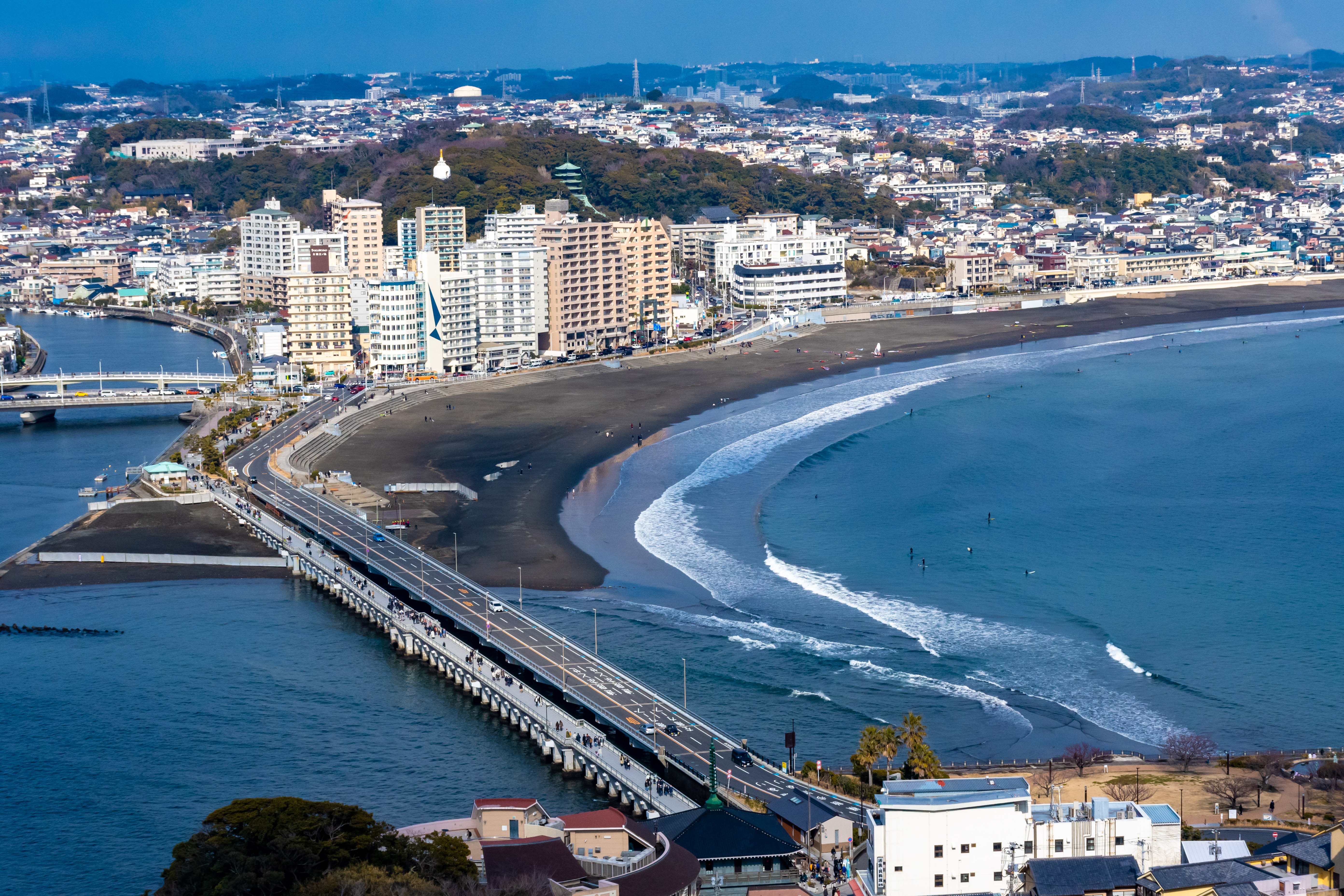
江の島弁天橋（左）と江の島大橋

- 建保4年（1216年）1月15日 ：徒歩で江の島に行けるようになる。

### 鉄道
最寄り駅
- 小田急江ノ島線 片瀬江ノ島駅（徒歩5分）

利用目的によっては有用な駅
- 江ノ島電鉄線 江ノ島駅（徒歩12分）
- 湘南モノレール江の島線 湘南江の島駅（徒歩15分）

### バス路線
江の島大橋のたもとにバスターミナルがあり、ほとんどのバスがここで折り返すが、江ノ電バスが土休日1往復のみ、島内の湘南港桟橋まで運行する。島内には2021年現在3箇所のバス停留所が設けられている。
1974年（昭和49年）迄は江ノ島鎌倉観光（後の江ノ島電鉄から分社化された現在の江ノ電バス）、東京急行電鉄（後に分社化された現在の東急バス）による共同運行で渋谷駅と江の島を結ぶ長距離路線も存在した他、1960年代から1970年代にかけては横浜駅、戸塚駅、辻堂駅、茅ケ崎駅、大磯駅等と江の島を結ぶ路線や東海汽船大島航路利用客向けに片瀬江ノ島駅と湘南港桟橋を結ぶ路線も存在した。また、江ノ電バスの他に神奈川中央交通の路線も存在し、2001年の運行を最後に休止していたが、2021年より海の日限定で運行が再開された。2025年5月18日までは大船駅・鎌倉駅から旧京急自動車道を経由して運行する京浜急行バスが江ノ島まで乗り入れていた。
- 江ノ電バス（大船駅・藤沢駅から）
- 神奈川中央交通（大磯駅・平塚駅・辻堂駅・藤沢駅から） ※季節限定

### 道路
- 1891年（明治24年）：村営（当時は川口村）で、初めて桟橋が架けられる。往復3銭徴収。
- 1899年（明治32年）10月9日：村営桟橋流失、復旧。
- 1901年（明治34年）12月26日：村営桟橋流失、復旧。
- 1902年（明治35年）9月6日：村営桟橋流失、復旧。
- 1918年（大正7年）8月6日：村営桟橋40間流失、翌日復旧。
- 1921年（大正10年）4月1日：橋が県営になる。往復2銭徴収。
- 1923年（大正12年）9月1日：大正関東地震による津波で県営桟橋流失、11月10日復旧。
- 1932年（昭和7年）2月1日：湘南遊歩道路から県営桟橋を結ぶ片瀬川下流部の新橋が完成。
- 1936年（昭和11年）5月：県営桟橋から東浦を結ぶコンクリート歩道が完成。
- 1940年（昭和15年）6月4日：県営桟橋復路橋234メートルが完成。
- 1949年（昭和24年）3月：橋桁が木製、橋脚がコンクリート製の橋に改築し、一般公募により「江の島弁天橋」と命名。往復大人5円、子供3円徴収。
- 1958年（昭和33年）：旧来の江の島弁天橋を改修し、橋桁部分も鉄筋コンクリート製（全長389m、幅4m）の現在の江の島弁天橋となる。
- 1962年（昭和37年）：自動車専用の江の島大橋（湘南港臨港道路）が架けられ、江の島弁天橋は人道橋となり、料金徴収を廃止する。
- 江の島大橋は22時から翌日5時まで、車両通行規制が行われており、入口にはゲートも設置されている。しかし、1996年以降は車道に設置されているゲートが閉められたことはなく、車の通行は黙認されていたが、騒音対策として、2024年7月13日から28年ぶりに車両通行規制を行う予定[注釈 7][31][32]。

#### 駐車場
島内には東部埋め立て地に3か所の公共有料駐車場がある他、旅館、公共施設に数台程度の専用駐車場を持つものがある。公共有料駐車場の収容台数は600台程度で、休日には不足している。駐車料金は少しずつ違いがあり、いずれも7 - 8月には高くなる。対岸の片瀬海岸にも大型駐車場がある。
- 江の島なぎさ駐車場 - 232台収容 普通車専用（旧称：北緑地駐車場。株式会社湘南なぎさパーク経営）
- 藤沢市観光協会江の島駐車場 - 80台収容 自動二輪可
- 県営江の島駐車場（湘南港臨港道路附属駐車場） - 300台収容 自動二輪可。一番奥にあるので比較的空いている。

### 定期遊覧船

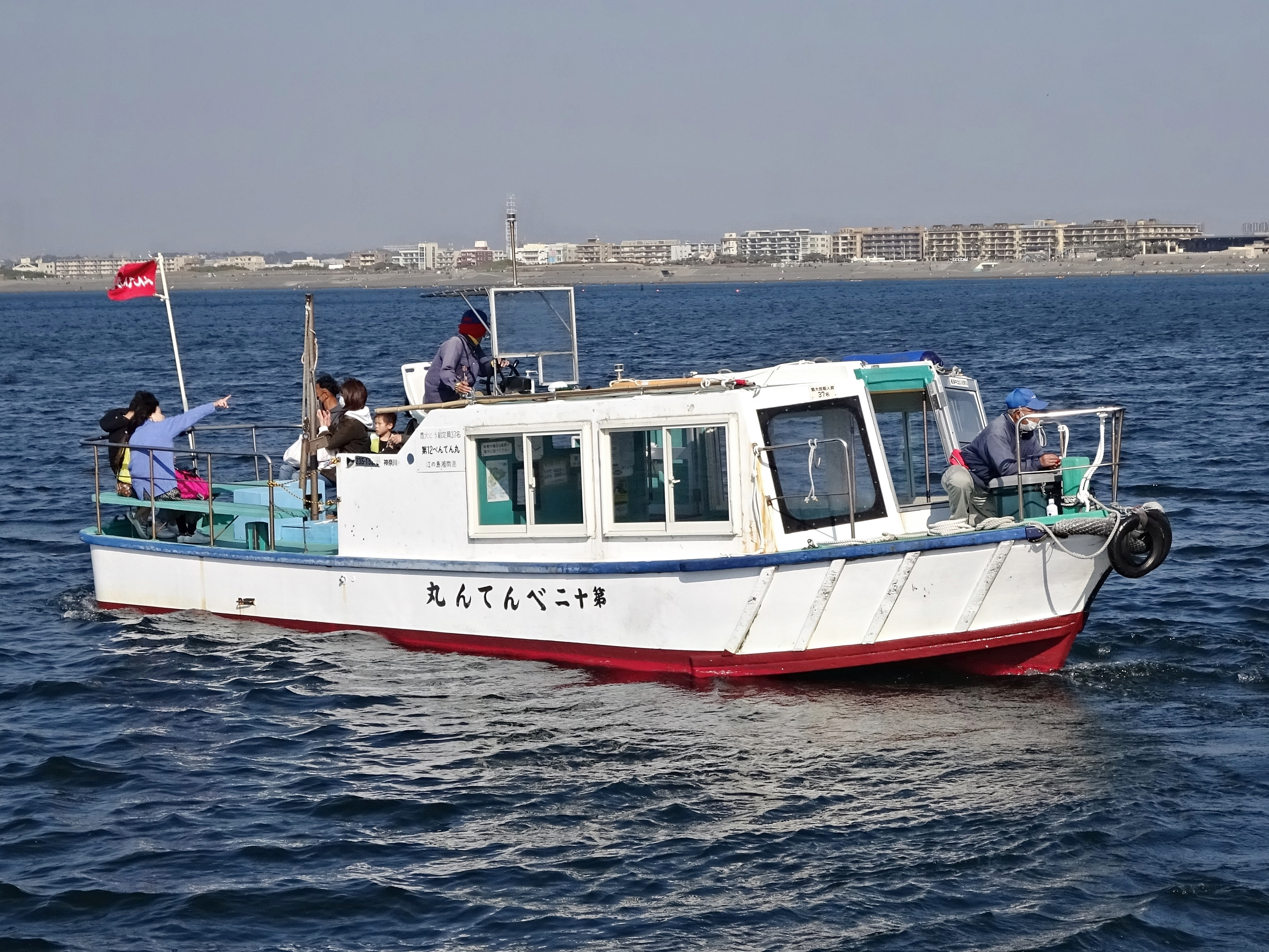
定期遊覧船/第十二べんてん丸

江の島弁天橋手前の境川河口と江の島西南端の稚児ヶ淵を結ぶ航路。歩かずに岩屋方面に行け、海から江の島を眺められる。岩屋からの帰りに利用するのも良い。シーズンオフは休日のみ営業、悪天時には欠航と、運航が不安定なのが難。現在35名乗りのボートが4艘で営業している。
稚児ヶ淵発の最終便は船の入庫を兼ねて着地が江の島漁港に変更される為、この便1本だけは島の東側を海上から眺められる。

## 主な観光スポット

### 島東部
- 日本近代動物学発祥の地記念碑（モース記念碑） - 1985年（昭和60年）4月14日設立。制作：山本正道。
碑文『東京大学の初代動物学教授エドワード・S・モースは明治10年（1877年）7月から8月まで、ここ江の島に日本最初の臨海実験所を開きシャミセンガイなどの研究をしました』
- 東京オリンピック記念弁財天と世界女性群像噴水池
1964年（昭和39年）10月に湘南港竣工とオリンピック東京大会ヨット競技開催を記念して造られた。彫刻作者は藤沢市鵠沼在住の加藤顕清。
1998年（平成10年）3月に第53回国民体育大会かながわ・ゆめ国体を機に江の島北緑地再整備事業の一環の中で現在の位置に移設整備された。（完成は2000年）
- 江の島モーターボートクラブ（E.M.C.） - 1966年（昭和41年）創業。モーターボートの保管・補修・免許教習などの業務を行う。江の島漁港に面しており、釣船の発着場もある。
- 聖天島公園 - 聖天島は江の島東端に浮かぶ小島で、2つの岩の形が観喜天の姿に似ていることから付けられたという。1703年の元禄地震の隆起によって半島になった。1960年代の埋立により海岸から離れ、小さな岩山という感じになっている。南側に小公園がある。
千日修行中の良真が島上に弁才天の姿を見て将軍実朝に下之宮（辺津宮）建立を請願するきっかけとなった場所といわれる。南面に小さな祠があり、良真上人像が安置されている。側面の崖は島東部のみに分布する逗子層が見られ、貝化石が含まれる。
- かながわ女性センター - 1982年11月、県立「婦人総合センター」の名で開館。1991年4月、「かながわ女性センター」に名称変更した。男女共同参画社会を推進する県域の拠点施設として設立された研修施設。隔年に催される「江の島歌舞伎」の公演会場にもなった。2015年3月31日に閉館し藤沢合同庁舎へ移転。
敷地面積＝22,245m2・建物延床面積＝10,846m2の鉄筋コンクリート造3階建。ホール、会議室、宿泊室、展示コーナー、図書室を整備。
- 江の島ヨットハーバー - 1964年東京オリンピックのヨット競技場として誕生した日本で初めての競技用ハーバー。2020年東京オリンピックではセーリング競技の会場となる。
ヨット保管地面積＝28,000m2・ヨット泊地面積＝29,000m2・水面係留＝96隻・陸上保管＝981隻・ビジターヤード＝226隻
- 湘南港 - 1963年開港した神奈川県立の地方港湾。泊地面積＝75,000m2・岸壁（2,000t級） 1バース。現在の指定管理者は株式会社湘南なぎさパーク。
開港当初は日本高速船が江の島湘南港 - 熱海 - 伊東を結ぶ水中翼船「わかしお」を定期運航、また東海汽船が湘南港 - 大島航路「さくら丸」を就航させたが、定期航路は長続きせず1974年を最後に廃止された。2009年に伊豆大島の島内観光ツアーと合わせたチャーター運行が行われ、35年ぶりの復活となった。好評のため2010年にも3回の臨時船が運航されている。
- センタープロムナードとサザエ島 - 1999年に整備された遊歩道と人工島状の高まり。ヨットハーバーを展望するのに良い。サザエ島周辺はタイドプールになっており、安全に磯遊びが楽しめる。
- 江の島ヨットクラブ - 第18回東京オリンピック大会のヨット競技会場である江の島ヨットハーバー内にハーバーを管理運営するホストクラブとして発足
- 小田急ヨットクラブ - 小田急電鉄が管理する民間マリーナ。
- 南防波堤と海釣り広場 - 防波堤に沿った遊歩道があり、釣り人の姿が見られる海釣り広場に達する。
  - 湘南港灯台 - 通称白灯台。1964年にオリンピックのヨットレース会場に因みヨットの帆のイメージを表した灯台として整備。高さ18.2 m、光の届く範囲は8.5 海里、海上保安庁の管轄。

### 表参道周辺
- 江の島アイランドスパ（えのすぱ） - 江ノ島弁天橋を渡って右手の旧二見館跡に2004年12月15日にオープンした天然温泉＆スパ施設。温泉、プール、スパ施設の3部門がある。
- 青銅の鳥居 - 延享4年（1747年）に創建され、文政4年（1821年）に改修されて現在に至る。市指定文化財（建造物）。
ここから地元で宿道と呼ぶだらだら上りの参道になる。両側には旅館、飲食店、土産物店が軒を連ね、かつてはしつこいほどの呼び込みの声が飛び交っていたが、今は自粛している。1998年のかながわゆめ国体準備のために前年拡幅整備が行われた。
- 堀江商店 - 江戸時代より「繪圖屋」の屋号で営業していた。文化5年（1808年）に「江嶋一望圖」という絵地図を制作している。
- 惠比壽屋旅館 - 慶長年間創業の老舗旅館。「島に弁天、旅館は惠比壽」のキャッチコピーで知られる料理自慢の宿。
明治期の主人は泉山という俳号を持ち、島内の俳諧仲間の指導者だった。旅館の門内と参道女坂には門人が建てた句碑が残る。
- 井上総本舗 - 「女夫饅頭」「貝もなか」で知られる和菓子店
- 江ノ島郵便局 - 昭和初期に風景印を作り、宿泊客に人気だった。明治5年（1872年）東京府下に郵便取扱所を開設するにあたり設置した黒塗柱書状箱を復元したポストが入口脇に立っている。
- 紀乃国屋本店 - 「女夫饅頭」「江の島もなか」で知られる老舗和菓子店
- ハルミ食堂 - 江ノ島丼を創始した飲食店。
- 岩本楼本館 - 金亀山与願寺最大の宿坊で、「岩本坊」「岩本院」または「江嶋寺」とも呼ばれていた。明治以来一般旅館となったが、江の島を代表する存在である。
館内には古文書や秘蔵の品々を多彩に展示する岩本楼資料館を設け、ステンドグラスが美しい王朝風岩本楼ローマ風呂は国の登録有形文化財である。
歌舞伎「白浪五人男」の一人弁天小僧菊之助は、岩本院の稚児上がりという設定になっている。岩本院が江戸市民に周知されていたからと推定される。
- 渡邊本店 - 貝細工の老舗。片瀬に製造部門の渡辺貝細工がある。
- 朱塗りの大鳥居 - 参道の突き当たり。現在の鳥居は1936年（昭和11年）10月に東京麹町三番町の林やす子・林敏子が寄進したもの。
- 長堀検校寄進の狛犬 - 朱塗りの大鳥居の脇に設置された大型の狛犬。1865年（慶応元年）に杉山検校の後輩に当たる長堀検校らが寄進したもの。
- 男坂 - 朱塗りの大鳥居をくぐって正面の幅広い階段が江島神社の表参道である。瑞心門の先で右折し、福石の所で左折して辺津宮に到る。相当急なので「男坂」と呼ぶ。
- 瑞心門 - 龍宮城を模して1986年（昭和61年）造営された神門で、その両袖には鮮やかな色彩にて唐獅子画や牡丹の天井画が描かれている。
  - 弁財天像 - 2002年（平成14年）江島神社鎮座1450年を記念して建てられた。
  - 百度供養碑 - 宝暦11年（1761年）から36年間で百度詣りが結願したことの記念に寛政8年（1796年）江戸下谷住時田三天明昭が建立。弁才天の種子である「सु（ソ）」と「ゆくとしや百度詣でし豆の数」
  - 永代祭礼講碑 - 1898年（明治31年）藤沢のほか腰越津村、俣野村、六会村、明治村、深沢村、長尾村ほかの永代祭礼講の講中の名が刻まれている。
- 福石 - 杉山和一が参篭して、結願の日の帰途に、この石に躓き倒れ、松葉の入っている竹の管を拾って、しかもこの石の上に弁財天女の影向を拝み、管鍼（くたばり）の術を授けられたと伝える石。彼はこの術で、時の将軍綱吉の持病を癒して、遂に総検校の職を得たといわれている。それからこの石の傍で物を拾えば必ず福運を授かるということから福石と名付けられた。
福石の脇には現在江の島弁才天道標（市指定文化財）の一つが立っている。これはもともとここにあったものではなく、島外から移設されたと思われる。
- 女坂 - 江の島駐在所脇から右へバイクの走れる簡易舗装の道を進み、江の島市民の家の先で細い石段を上る。
- 裏参道（裏道） - 上記バイクの走れる簡易舗装の道は、東山の北西側の中腹をほぼ水平に曲がりくねりながら山二つの中村屋本店裏手に達する。途中、木の間越しに見る湘南海岸公園や富士・丹沢方面の展望のほか、照葉樹林の観察にも向いている。西山（江の島二丁目）の住民にとっては重要な生活道路である。
- 江の島市民の家 - 1884年（明治17年）に開設され、1961年（昭和36年）に閉校になった藤沢市立片瀬小学校江ノ島分校跡の施設を活用して1978年（昭和53年）に開設された市民活動の拠点。
分校には1 - 4年生が通学し、5年生になると本校に通ったという。本校までは子供の足で1時間近くかかり、長い桟橋を渡って行くのだから、毎日の通学は大変だった。閉校の理由は江の島大橋の完成により、定期バスが通うようになったことと、人口減が予想されたことによると思われる。因みに島の人口は1955年（昭和30年）の1324人をピークに減少を続け、現在[いつ?]はピーク時の3分の1程度であり、これは江戸時代の人口より少ない。
- 杉山検校の墓 - 市民の家の先を右手に降った「西浦霊園墓地」にある笠塔婆型墓石。市指定史跡。
関東総検校杉山和一は、元禄7年5月18日(1694年6月10日)）に病臥し、6月26日に没した。享年85。遺言により命日は病臥した5月18日となっている。杉山検校の墓は墨田区立川にある真言宗豊山派の弥勒寺にもあり、東京都指定旧跡となっている。

### 江島神社辺津宮周辺
- 江の島エスカー - 1959年（昭和34年）4月に江ノ島鎌倉観光によって建設された日本初の野外エスカレータ。高低差46メートルを3区間に分けて結ぶ。全長106メートル。1時間に8,000人を運ぶ能力を有した。有料。上りのみで下りはない。1区、2区、3区の3系統に分かれ所要時間は全てを乗った場合で約5分[33]。通し切符で乗れるが、それぞれ別に切符を買うこともできる。江の島サムエル・コッキング苑、江の島シーキャンドル（江の島展望灯台）の入場券との割引セット券もある。
  - 1区 - 朱塗りの大鳥居から乗り継いで辺津宮に到る。
  - 2区 - 辺津宮と中津宮を結ぶ。
  - 3区 - 中津宮と江の島サムエル・コッキング苑を結ぶ。

2001年に1-2連（1区）、2003年に3-4連（2-3区）がリニューアルされた。
- 蟇石 - 建仁2年（1202年）修行中の慈悲上人の邪魔をしたガマガエルを法力で石にしたと伝えられる。
- 最勝銘碑 - 1884年（明治17年）東京大学でインド哲学を教えた曹洞宗の僧の原担山の撰。
- 無熱池 - 龍女が棲んでいたと伝えられる。
- 鋏塚 - 大日本花道協会が1964年（昭和39年）6月に協会創立35周年を記念して花鋏の供養のために建てた。題字は飯田九一の揮毫で花の字を鋏型にデザインしたもの。1989年（平成元年）11月整備され、説明のための別碑が建てられた。
- 児玉神社 - 日露戦争で活躍した明治時代の軍人・児玉源太郎を祀る神社。1918年（大正7年）創建。境内には日露戦争に関わるいくつかのモニュメントが見られる。児玉源太郎は1898年2月26日 - 1906年4月11日台湾総督を務めていたため、台湾との関係も深い。
- 江島神社辺津宮 - 建永元年（1206年）に良真上人の請願により、源実朝 が田寸津比売命（たぎつひめのみこと）を勧進して建てたもので、当初は「下之宮」と呼ばれていた。
  - 嗽水盥 - 江戸麻布坂下町の藤屋半七が寛延2年（1749年）に奉納したもの。正面中央に三つ巴紋が陽刻される。
  - 本殿 - 拝殿と幣殿から成る。天文18年（1549年）と延宝3年（1675年）および元禄3年（1690年）に再興・改修の記録があり、現在の社殿は1976年（昭和51年）に新築されたもの。

かつては護摩堂、三重の塔も建てられていた。
  - 奉安殿（弁天堂） - 旧神楽殿跡に1970年（昭和45年）建てられた法隆寺夢殿を模した八角の堂。江島神社の宝物を収蔵、展示。弁才天の拝殿も兼ねる。有料。堂内撮影禁止。
    - 八臂弁財天 - 鎌倉時代初期の作。源頼朝が鎌倉に幕府を開くとき、奥州の藤原秀衡調伏祈願のため、文覚上人に命じて造らせたと伝えられる。「木造弁才天坐像」として国の重要文化財（彫刻）に指定されている。
    - 妙音弁財天 - 「裸弁天」ともいわれ、琵琶を抱え、女性の象徴を備えた全裸体の半跏像。
    - 江島縁起絵巻 - 5巻。金界天地金箔切砂子紙本。延寶年間、狩野派絵師の筆。
    - 江島縁起 - 朱界紙本、永承2年（1047年）7月26日延暦寺伝燈大法師位皇慶の作。享禄4年（1531年）7月28日、肥後住人清鏡乗海筆 藤沢市指定文化財（書跡）。
    - 得瑞島上宮縁起 - 墨界紙本。
    - 浮彫弁才天及び脇侍眷属一具 - 通称護摩之灰弁才天。天長7年（830年）7月7日弘法大師が岩屋に参籠し、護摩修法の灰を以て作ったと伝えられる。裏に大師の手形がある。
    - 制札 - 大鷹紙。天正18年（1590年）卯月、豊臣秀吉が、江島寺にて軍勢等乱暴狽籍を禁制したもの。
    - 文覚上人扁額 - 石彫。長方形で金亀山とある。寿永元年（1182年））文覚上人の筆。
    - 役行者像 - 楠製、像高42cm。役小角自作と伝えられる。
    - 江島大草子 - 2巻。
    - 江島大明神勅額 - 檜製、長方形。建治元年1275年（1275年）9月23日9月23日、後宇多天皇の勅額であると伝えられる。
    - 八方睨亀扁額 - 享和3年（1803年）、酒井抱一筆。藤沢市指定文化財（絵画）。奥津宮拝殿の天井画。画面が劣化したためここに収蔵された。奥津宮の天井には1994年製の複製画が掲げられている。
    - 大太刀 - 銘：肥前国佐賀住河内大掾藤原正広。1口 県指定文化財（工芸品）。

  - 八坂神社 江島神社の末社。江戸時代は天王社として祀られ、弘化元年（1844年）に再建。1873年（明治6年）に「八坂神社」と改称した。祭神：建速須佐之男命（たけはやすさのおのみこと）。社殿：銅葺、入母屋造り。2001年に改築。

例祭は「江の島天王祭」と呼ばれ、毎年7月14日に近い日曜日に海上渡御が行われる。御神体は命（みこと）の木像。昔、対岸の腰越・小動神社（こゆるぎじんじゃ）の御神体が海に流されたとき、江の島の漁師が江島岩屋近くの海で拾い上げ、それを東浦に持っていき、真水で清めて八坂神社に祀ったのが始まりといわれる。江の島にある八坂神社、対岸の腰越・小動神社の神輿が海に入り、海上渡御を行なう。天王囃子（里神楽）を奏でながら神輿は辺津宮より参道を練り、弁天橋から海に舁ぎ入れる。祭礼は華麗を極め、1982年「かながわのまつり50選」に制定された。
  - 稲荷社秋葉社合殿 - 祭神は豊受気毘賣命と火之迦具土神。秋葉稲荷・与三郎稲荷・漁護稲荷など、江の島随所にあった小祀を合祀したもの。
  - 銭洗白龍王 辺津宮の脇にある湧水。水源には黄金の小判が隠されているとの言い伝えから、黄金浄水とも呼ばれている。この水で銭を洗うとご利益ありという風習は、近年のものと思われる。
  - 江島霊迹建寺の碑 - 江島縁起によれば、元久元年（1204年）に宋に渡った源実朝の使節鶴岡八幡宮の良真が、慶仁禅師より江の島に因んで授けられたと伝えられ、碑面の四辺を細線で刻画し、上方に左右から双龍形を陽刻し、大日本国江島霊迹建寺之記と篆刻されているというが、碑名は摩滅して判読不能。元禄14年（1701年）に杉山検校の門弟、島岡検校が雨よけを寄進したといわれる。
  - 沼田頼輔の歌碑 - 1961年（昭和36年）建立。沼田頼輔（1867年 - 1934年）は、『日本紋章学』を著し日本学士院賞を受賞した愛甲郡宮ヶ瀬生まれの紋章学者。
  - 菊和会記念碑 - 東京の楽器商菊屋のグループが1909年（明治42年）建立。浜千鳥模様の袋に包まれた琵琶が描かれている。
  - 震柳居四世句碑 - 1923年（大正12年）建立。震柳居九江は晩年を片瀬に住んだ俳人。

### 江島神社中津宮周辺
- 花の広場 - 江島神社の宿坊が明治時代に「金亀楼」という旅館になったところ（石塔が残る）。この旅館には1902年（明治35年）に江ノ電の初乗りを狙って来訪した大学3年の寺田寅彦が宿泊した記録がある。1993年（平成5年）に全逓信労働組合の手で再建されたものの、わずか1年で閉鎖に追い込まれた。景観上問題視されていた建物も1999年（平成11年）に撤去解体されて、花の広場に生まれ変わった。展望台があり、湘南港、七里ヶ浜方面が望める。
  - 「猿田彦大神」の石碑 - 天保3年（1832年）建立。阿部石年筆。阿部石年は幕末期の藤沢宿に住んだ儒学者、書家で、墓所は鵠沼万福寺に現存。
  - 不老門再建記念碑 - 昔、中津宮の社前に竜宮城の門と同様な楼門があり、そこには「妙音弁財天像」（鎌倉時代後期から室町時代前期の作）が安置されていたと伝えられる。楼門は、長い年月の間に天災や風雨を受け、破壊された姿をさらしていたが、文久元年（1861年）相州津久井郡勝瀬村の富豪・岡部政右衛門が私費を投じて独力で再建を果たした。この碑はその時のもの。摩滅が著しく判読は困難。門はそれから間もなく、1873年（明治6年）に三重塔などと一緒に撤去された。
- 江島神社中津宮 - 仁寿3年（853年）に円仁（慈覚大師）が龍窟（現・岩屋）に籠もり、弁才天よりお告げを受け、建てたもので、当初は「上之宮」と呼ばれていた。祭神は市寸島比賣命（いちきしまひめのみこと）。天文18年（1549年）に北条氏綱の寄進により修復が加えられ、元禄2年（1689年）に再建された。1980年（昭和55年）屋根の葺替がなされたが、社殿の土台や彫刻の破損が甚しかったため1996年（平成8年）改修が進められ、基礎補修、彫刻の復元や幣殿拝殿の格天井に花鳥画を施して一層典雅な趣をもって極彩色の社殿が甦った。
  - 古帳庵夫妻の句碑 - 江戸小網町の古紙回収業古帳庵の鈴木金兵衛夫妻が日本全国の霊場に巡礼したことを記念に天保12年（1841年）建立。
  - 間宮霞軒句碑 - 間宮霞軒は本名雄太郎、岩本院の出身で永野泉山の門下。『江之嶋記』の著者。初代江ノ島郵便局長。1958年（昭和33年）建立。
  - 狛犬 - 宝暦13年（1763年）、「江戸尾立」。石工は麹町平三郎。
  - 石灯籠 - 安永6年（1777年）市村座、1782年（天明2年）中村座の寄進。附近にはそれから200年を記念して1985年（昭和60年）9月23日に尾上菊五郎が手植えしたしだれ桜が見られる。
  - 江の島歌舞伎記念碑 - 1999年、五代目尾上菊之助、七代目尾上菊五郎の手形と扇面をあしらったもの。附近には1999年（平成11年）9月に開催された「江の島歌舞伎」の際、尾上菊之助が手植えしたしだれ梅が見られる。
  - 江島弁財天女上宮之碑 - 文化元年（1804年）、姫路城主酒井雅楽頭源忠道が建てたもの。

### 江の島サムエル・コッキング苑
東山頂上部一帯の旧江の島植物園をリニューアルし、2003年にオープンした藤沢市立の公園。名称を冠したサムエル・コッキングとは、1869年（明治2年）に来日し、横浜に住んだアイルランド人貿易商で、この地に別荘と庭園の造営を開始した。多くの熱帯植物を収集栽培し、本格的なボイラーを持つ大型温室やオオオニバスの栽培池を持つという画期的な施設であった。コッキングの没後も庭園は残されたと思われるが、1923年（大正12年）の関東地震によって破壊され、荒廃した。しかし、コッキングの収集した熱帯植物のいくつかは成長、繁殖を続け、現存する。そのうち4種は1971年（昭和46年）7月5日に藤沢市天然記念物に指定された。
1947年（昭和22年）4月1日に、江の島を含む鎌倉郡片瀬町は藤沢市に合併し、藤沢市は江の島の観光地開発に乗り出すことになる。先ず江の島弁天橋の橋脚をコンクリートにして恒久化を図り、次いでコッキングの庭園跡地を買収して改修し、1949年（昭和24年）12月に「藤沢市立江ノ島熱帯植物園」を開設した。翌年、園の経営は江ノ島鎌倉観光に移譲され、名称も「江の島植物園」となった。1951年3月25日、江ノ島鎌倉観光が東京都世田谷区二子玉川の読売遊園（後の二子玉川園）にあった落下傘塔（戦時中は陸軍が落下傘練習塔として利用）を江の島植物園内に移築し、「読売平和塔」という展望台を兼ねた民間灯台を建設した。1959年、江の島エスカー開設を機にインドネシアスラウェシ島のトラジャ族の家屋を模した「南方民俗館」が開設された。1964年、経営が藤沢市に戻ったが、その頃から入場者数は減少した。神奈川県は1985年に「湘南なぎさプラン」を策定、さらに1990年、イベント「サーフ'90」を開催し、相模湾岸各自治体の連携と県の指導による相模湾岸地域の活性化が図られた。その一環として藤沢市による江の島植物園のリニューアル工事が行われたのである。オープン1年後に発表された年間入場者数は、旧江の島植物園時代の約5倍となった。
主な施設
- 姉妹都市・友好都市記念広場 - 苑内の各所に藤沢市と友好提携を結ぶ各都市をイメージした広場が設けられている。
  - マイアミビーチ広場 - 東洋のマイアミビーチ片瀬海岸からヨットハーバーを見渡すウッドデッキの広場。日本初のフレンチトースト専門店LONCAFEが営業している。
  - 松本広場 - 休憩室を兼ねた海鼠壁の蔵風の蕎麦打ち体験施設「松本館」がある。
  - 保寧（ポリョン）広場 - 韓国にちなんだ樹木の広場。
  - 昆明広場（春澤園） - 中国伝統建築様式の四阿（あずまや）騁碧亭（ていへきてい）と昆明碑記、孔雀のブロンズ像「吉祥永駐」がある。
  - ウィンザー広場 - 春秋のシーズンにはウィンザー市から贈られたバラ園が見事。
- コッキング遺構
  - 温室遺構 - 遺構は温室の基礎部分、池、ボイラー室・燃料を入れた貯炭庫、貯水槽など。
  - 熱帯植物 - 1971年（昭和46年）7月5日に藤沢市天然記念物に指定された4種をはじめ、江の島植物園時代に植栽されたものも多い。
- 江の島展望灯台（江の島シーキャンドル） - 旧灯台「平和塔」の隣に新たに建設された江ノ島電鉄経営の観光用展望台兼民間灯台。2002年12月31日、江ノ島電鉄開業100周年記念事業のフィナーレとして点灯式において初点灯され、2003年1月にオープン後、旧灯台は解体された。

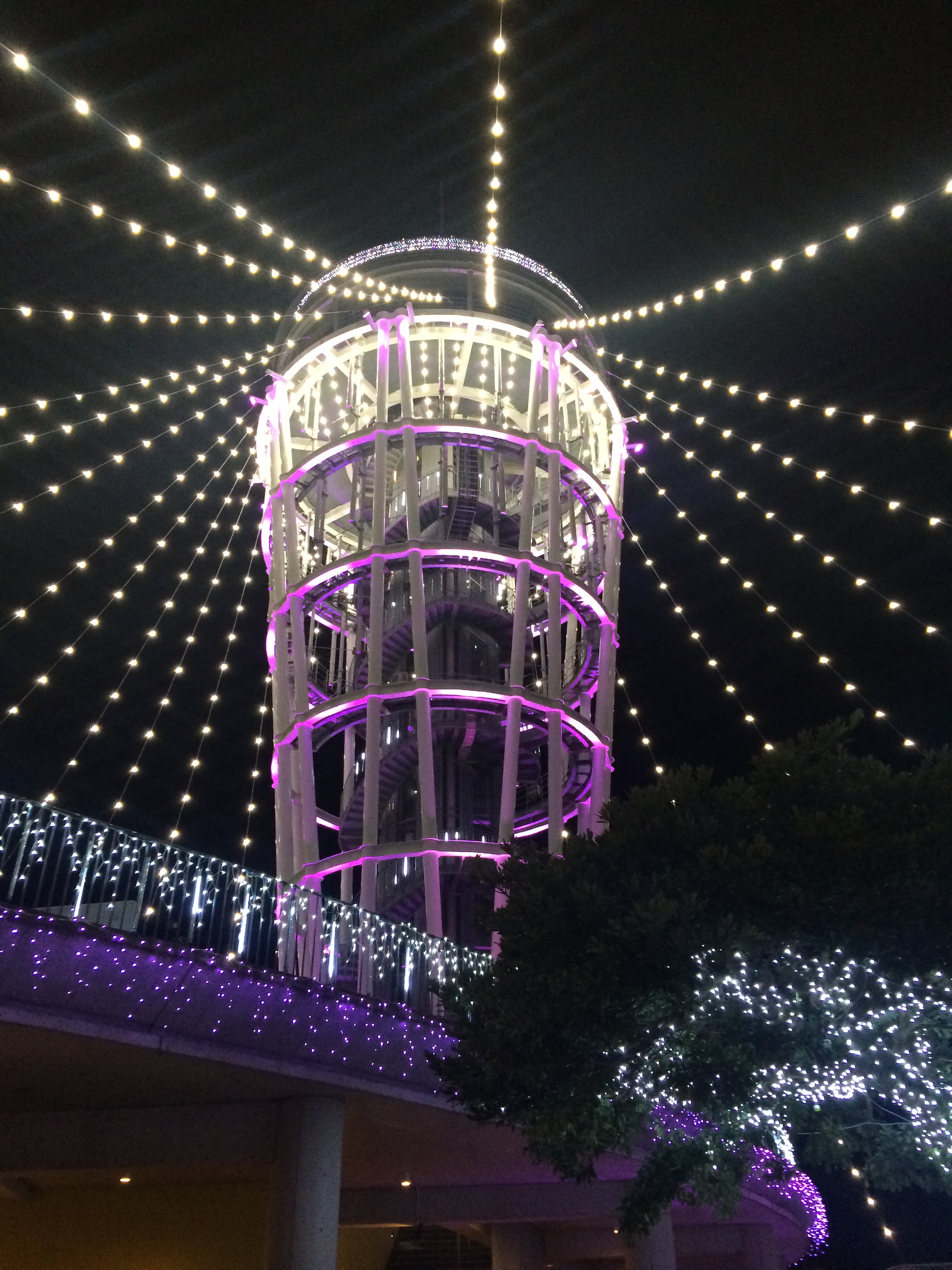
ライトアップされた展望灯台

ライトアップされた展望灯台ライトアップ - 平日の営業は17時までだが、土休日は20時まで開かれ、折に触れて発光ダイオード（LED）によるライトアップが行われる。
  - 江の島展望灯台サンセットテラス - ライブ会場になる。「カフェ・ドゥ・ガボ」が営業する。
  - グッズショップ「デルフィス」
  - 藤沢市郷土資料館 - 展望灯台の根元にあり、旧灯台の資料や江の島の古写真などが展示されている。

### 山二つへ
- ガーデンパーラー - 旧サムエル・コッキング別邸跡に建つ江ノ島電鉄の経営の飲食店、土産物店。
- 一遍成就水 - 一遍上人が加持した旧跡に飲料水に窮する島民を助けるために掘り当てたと言われ、今も水をたたえている。
- 江の島大師 - 旧江の島館（1964年（昭和39年）廃業）跡地に1993年（平成5年）創建された寺院で、高野山真言宗最福寺別院が正式名。寺院離れした近代的な建物の前に巨大な不動像が立つ。
  - 福村漁村句碑 - 福村漁村は元江の島館主人。江の島大師前に立つ。
- 貝広物産店  - 1911年（明治44年）創業の貝細工店。店舗の一部を「世界の貝の博物館」と名付けて数千点の貝類コレクションを展示している。
- 木喰上人古跡 - 崖下に木喰上人が修行したと伝わる洞窟があり、そのほぼ中央に石造阿弥陀如来の立像が安置されているが、危険なため現在立ち入り禁止。
- 群猿奉賽像庚申塔 - 36匹の猿がそれぞれ異なった姿態で歌ったり、踊ったり、綱渡りなどして、その本尊である山王神に奉賽しているという江戸中期の珍しい庚申塔。市指定有形民俗文化財 1963年指定。
- 中村屋羊羹店 - 創業1902年（明治35年）。創業以来江の島らしい名産をと工夫を重ね、大正に入って「海苔羊羹」を完成させた。
- 山二つ - 江の島を2分する巨大な断層線に沿って侵蝕が南北両方向から進んで、東山と西山の接点になっている部分。南側には「長磯」と呼ばれる隆起海食台を見下ろせる。風の通り道になっているので植物の風衝扁形が著しい。

### 江島神社奥津宮周辺
- 江島神社奥津宮 - 本宮または御旅所（おたびしょ）と称されていた。祭神 多紀理毘売命（たぎりひめのみこと）。
  - 鳥居 - 文治元年（1185年）、源頼朝が寄進したと伝えられる。現在の鳥居は2004年（平成16年）台風で破損し、補修された。
    - 鳥居修復記念碑 - 文政6年（1823年）に台風で木が倒れ頼朝奉納の鳥居が破損したのを文政10年（1827年）に修復したときの記念碑。

  - 手水舎 - 東京材木問屋熊野屋安兵衛の奉納。鋳銅の亀は1979年（昭和54年）東京在住の青山建作氏が参拝30周年を記念して再復奉納したもの。
  - 拝殿 - 1976年（昭和51年）に改築。天井に八方睨みの亀の絵が掲げられている。
    - 八方睨みの亀の絵 - 享和3年（1803年）画家・酒井抱一が描いた「正面向亀図」。傷みが激しいため抱一筆の原画（藤沢市指定文化財）は改築時に辺津宮奉安殿に収蔵されている。代わりに1926年（大正15年）4月、東大資料編纂室長の浦永峯光氏が酒井抱一の末流野沢堤翠に摸写を依頼したものが掲げられていた。現在掲げられているのは1994年（平成6年）片岡華陽筆になる復元画である。

  - 本殿 - かつては壮麗を極めていたが、天保12年（1841年）火災で焼失し、翌年造営したものが現社殿という。1979年（昭和54年）に屋根を葺き替えた。
  - 亀石 - 玄武岩の柱状節理断面が磨かれて亀甲紋が現れたもの。江の島では産出しない石材（地質・地形参照）。
  - 力石 - 江戸時代に日本一の力持ちと言われた卯之助（岩槻藩）が奉納したもの。重さ80貫（320キロ）で、石には「奉納岩槻卯之助持之八拾貫」と刻まれている。
  - 山田検校顕彰碑と座像 - 箏曲「江の島曲」の作曲者である山田流琴曲の開祖・山田検校を顕彰し、1917年（大正6年）4月10日の検校100年忌に幸田露伴らによって建てられた。座像は戦時中に供出されたが、近年当時の鋳型が発見されたことから、山田流箏曲協会が残された土台上に再建し、2004年（平成16年）4月10日除幕された。
  - 龍宮大神（わだつみのみや） - 1994年（平成6年）篤志家により新しく祀られた。岩窟の入口に巨大な龍の像が睨みを利かせる。
- 龍野ヶ丘自然の森（恋人の丘） - かつては島内でも珍しいまとまった草原が見られた。分校の運動会にも使われたという。
  - 龍恋の鐘 - 1996年（平成8年）江嶋縁起の伝説「天女と五頭竜」にちなんで藤沢市が観光協会設立を記念して鐘を設置。「恋人の丘」の地名もこの時つけられたようだ。周りにある柵に南京錠を下げる風習が間もなく始まった。
- 奥の院の鳥居 - 嘉永4年（1851年）に造られ、1915年（大正4年）に修理された。
- 岩屋道道標 - 文政2年（1819年）に江戸・芝の講中の手で建てられた。
- 高木蒼悟句碑 - 高木蒼悟は江島神社の宮司で、俳諧の研究者。著書の『俳諧人名辞典』で文部大臣賞を受賞したことを記念して、当時の江島神社宮司相原直八郎が1961年（昭和36年）に建立。
- 龍燈の松 - 稚児ヶ淵に下る坂道の途中にあった名松。江戸時代の観光スポットの一つであった。いつ消滅したかは不詳。その根元と思しき場所に6基の石碑が並べられている。
  - 八雲庵碑 - 「遊江嶋」と題する漢詩。
  - 松尾芭蕉句碑 - 「疑ふ那潮能花も浦乃春」。これは江の島で詠んだ句ではない。
  - 佐羽淡齋詩文碑 - 佐羽淡齋は上野国桐生の豪商で文人。大窪詩佛題及碑陰。東京玉淵加藤豊書、文政5年（1822年）。
  - 服部南郭詩碑 - 儒学者で漢詩人の服部南郭の碑。南郭没後の文化2年（1805年）に同志らが建立。
  - 龍燈松碑 - 文化6年（1809年）に江戸・深川新地の遊郭五明楼の主人喜兵衛が建てたもの。

### 稚児ヶ淵から岩屋へ

稚児ヶ淵から見える風景のパノラマ写真

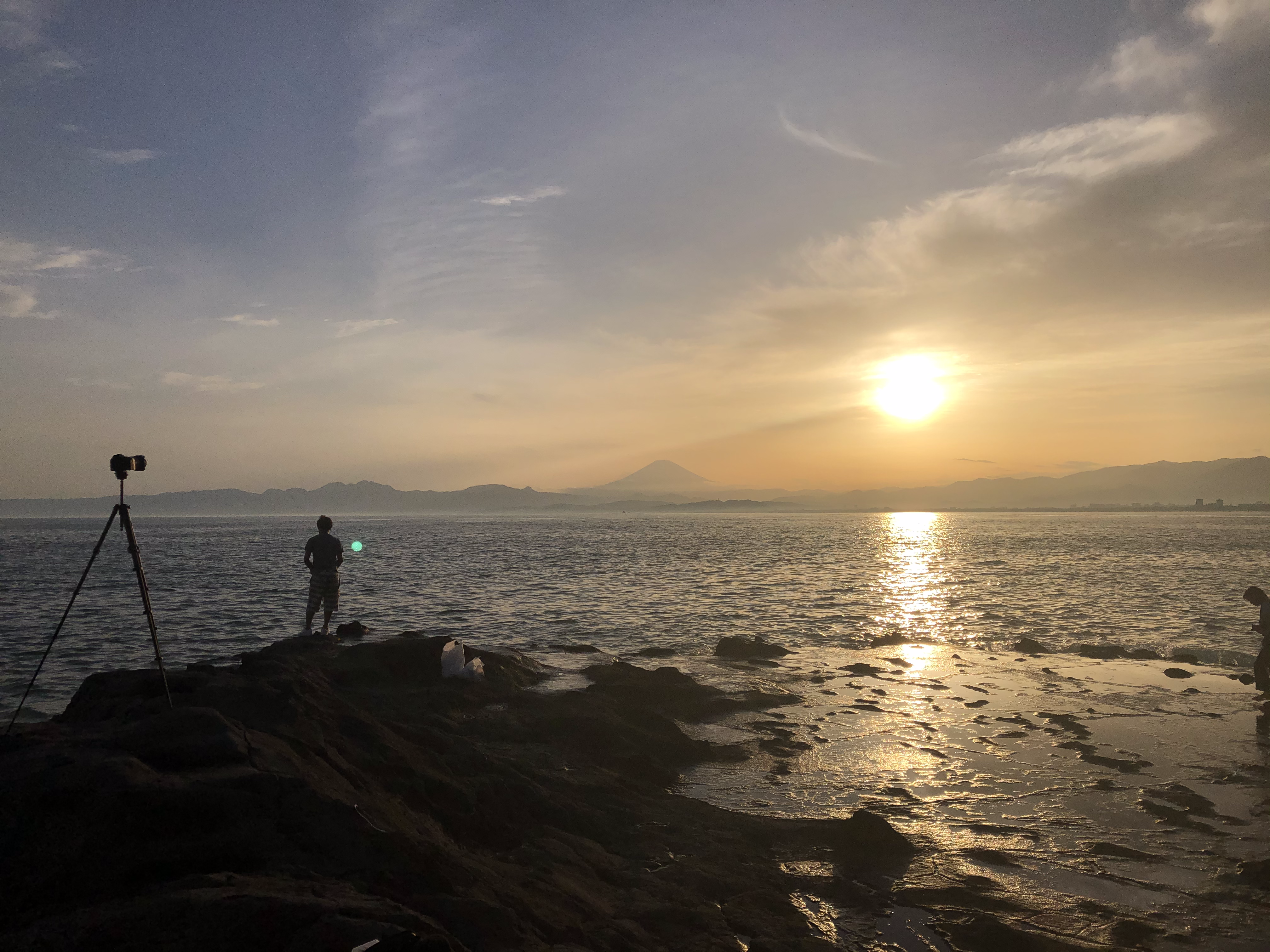
稚児ヶ淵から望む夕暮れ（遠方に富士山も見える）

- 稚児ヶ淵 - 江の島南西端の幅50mほどの隆起海食台。伊豆半島、富士山が一望でき、1979年（昭和54年）かながわ景勝50選の一つに選ばれた。夕暮れ時には富士山の方角に陽が沈む光景を見ることが出来る。回遊魚が釣れる磯釣りのスポットとしても知られる[34]。島の裏側にあるため、徒歩では峠を越える必要があり往来に時間が掛かるが、波が穏やかな時は近道となる定期船も運行される。稚児ヶ淵は足元が滑りやすく、転倒した際は海に転落する可能性が高い。外洋の荒波が直接打ち寄せるため、海が荒れている時に縁に居ると波にさらわれる危険もある。夜間は完全な暗闇となり、歩行自体が危険であるため、日没後に利用者はいなくなる。
稚児ヶ淵の名は、万治2年（1659年）の中川喜雲の『鎌倉物語』などに見られる鎌倉相承院の稚児白菊と建長寺広徳院の自休蔵主が相次いで身を投げたとする話に基づく。1817年（文化14年）初演の鶴屋南北の『桜姫東文章』にも採り入れられて広まった。
- 稚児ヶ渕句碑 - 風化が激しく、年代・作者とも不明。脇に石灯籠が立つ。
  - 永瀬覇天朗句碑 - 本名＝永瀬登三郎（1873年 - 1937年）。藤沢大坂町坂戸の酒屋日野銀の主人。句集『覇天朗』を著す。この句碑は1937年（昭和12年）に桟橋のところに建てられたものが、波浪で破損したのを、江の島俳句協会などの協力によって1961年（昭和36年）にこの地に場所を移して再建された。
- 江の島弁天橋行き渡船乗り場 - 稚児ヶ淵から西に回り込んだところにある。潮位に応じて高低差のある2本の波止場を使い分ける。
- 岩屋 - 江の島南西部の海食崖基部の断層線に沿って侵蝕が進んだ海蝕洞群の総称。古来、金窟、龍窟、蓬莱洞、神窟、本宮岩屋、龍穴、神洞などさまざまな名で呼ばれており、宗教的な修行の場、あるいは聖地として崇められてきた。富士山風穴をはじめ、関東各地の洞穴と奥で繋がっているという伝説がある。江の島参詣の最終目的地と位置づけられ、多くの参詣者、観光客を引きつけてきたが、1971年（昭和46年）3月7日に崩落事故が起き、以来立ち入り禁止措置がとられた。22年を経て藤沢市の手で安全化改修工事が行われ、1993年（平成5年）第一岩屋と第二岩屋が有料の観光施設として公開された。2017年（平成29年）10月に発生した台風21号により、入口付近の階段の崩落や洞窟内への岩石流入が発生したため、再度立ち入り禁止となった[35] が、復旧を進め、2018年（平成30年）4月28日に公開が再開された[36]。
  - 第一岩屋 - 公開区間の全長152m。奥で二手に分岐する。
    - 展示室 - 洞内入口近くの人工の横穴で、江の島ゆかりの資料や浮世絵、古地図などを展示。
    - 神秘の池 - 本洞に入ったところにあり、夜光虫を模した電飾が施されている。
    - 石造物群 - 古来洞内にあった各種の石仏・石神・石祠などが分類整理されて陳列され、照明が当てられている。
最奥部右手に弘法大師坐像が安置されているが、鎌倉市手広にあった廃寺寶積院（真言宗青蓮寺末寺で手廣山藥王寺と号す）にあった相模国準四国八十八箇所札所の像が運ばれたものである。
    - 與謝野晶子歌碑 - 2002年（平成14年）、鵠沼在住の歌舞伎研究家・中山成彬（元文部科学大臣とは別人）によって洞内に設置された。書：尾崎左永子。

  - 第二岩屋 - 公開区間の全長112m。入口は2本の洞が並行し、奥で一つになる。
    - 龍神 - 公開区間最奥部に設置された観光施設。音響と照明でおどろおどろしい龍神を表現。

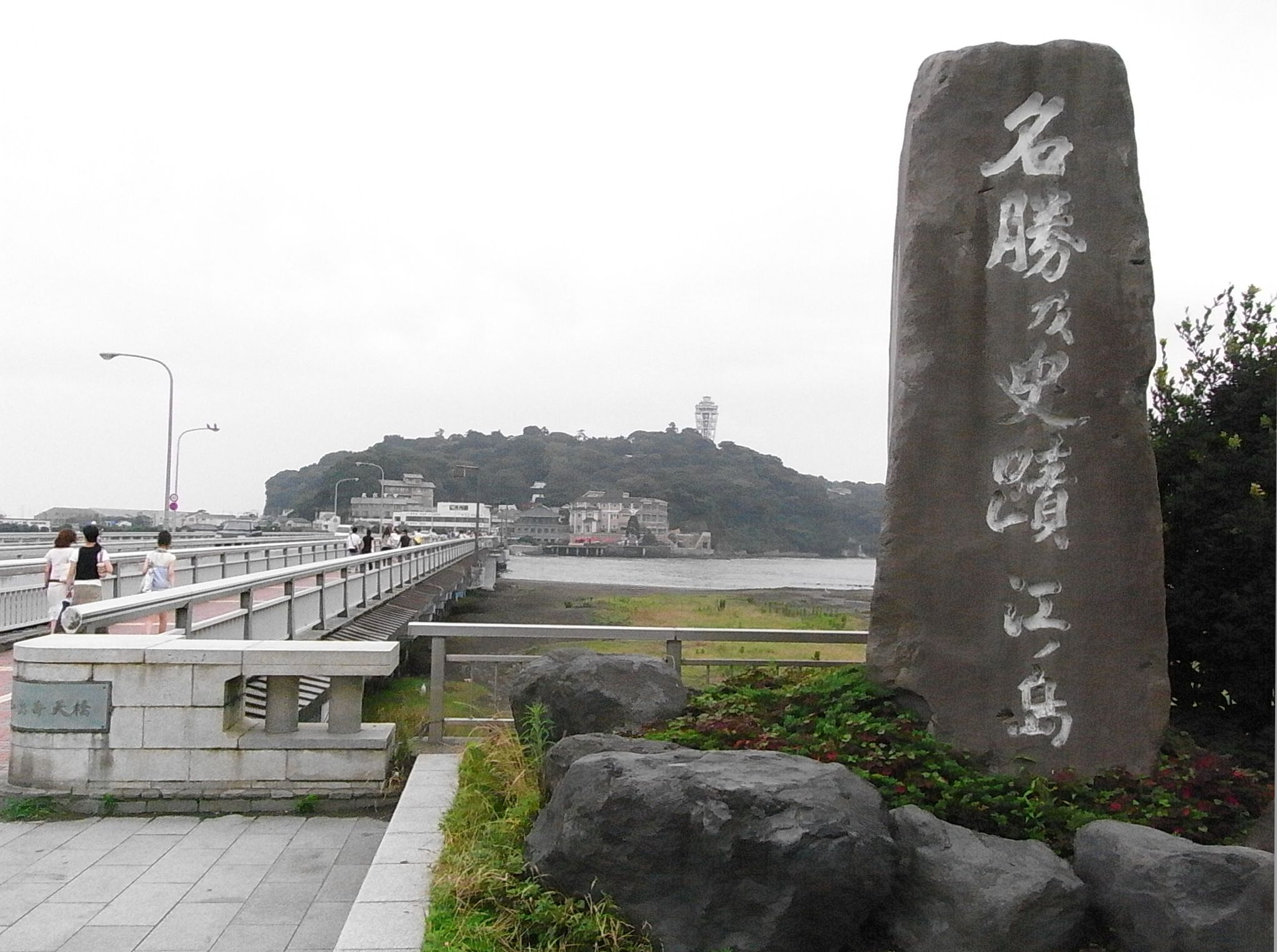
「名勝江ノ島」の碑（2009年7月22日撮影）
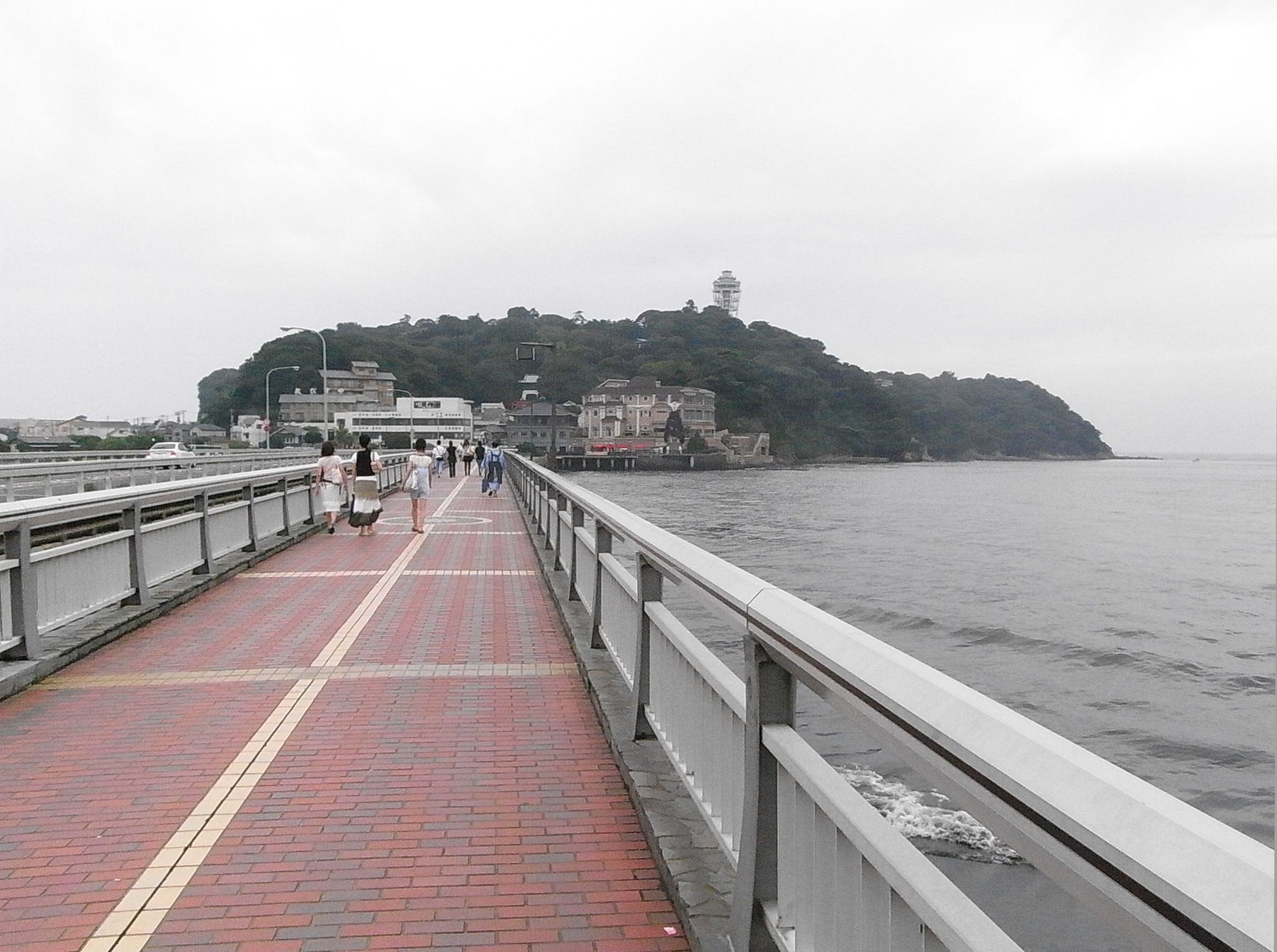
江の島弁天橋（2009年7月22日撮影）
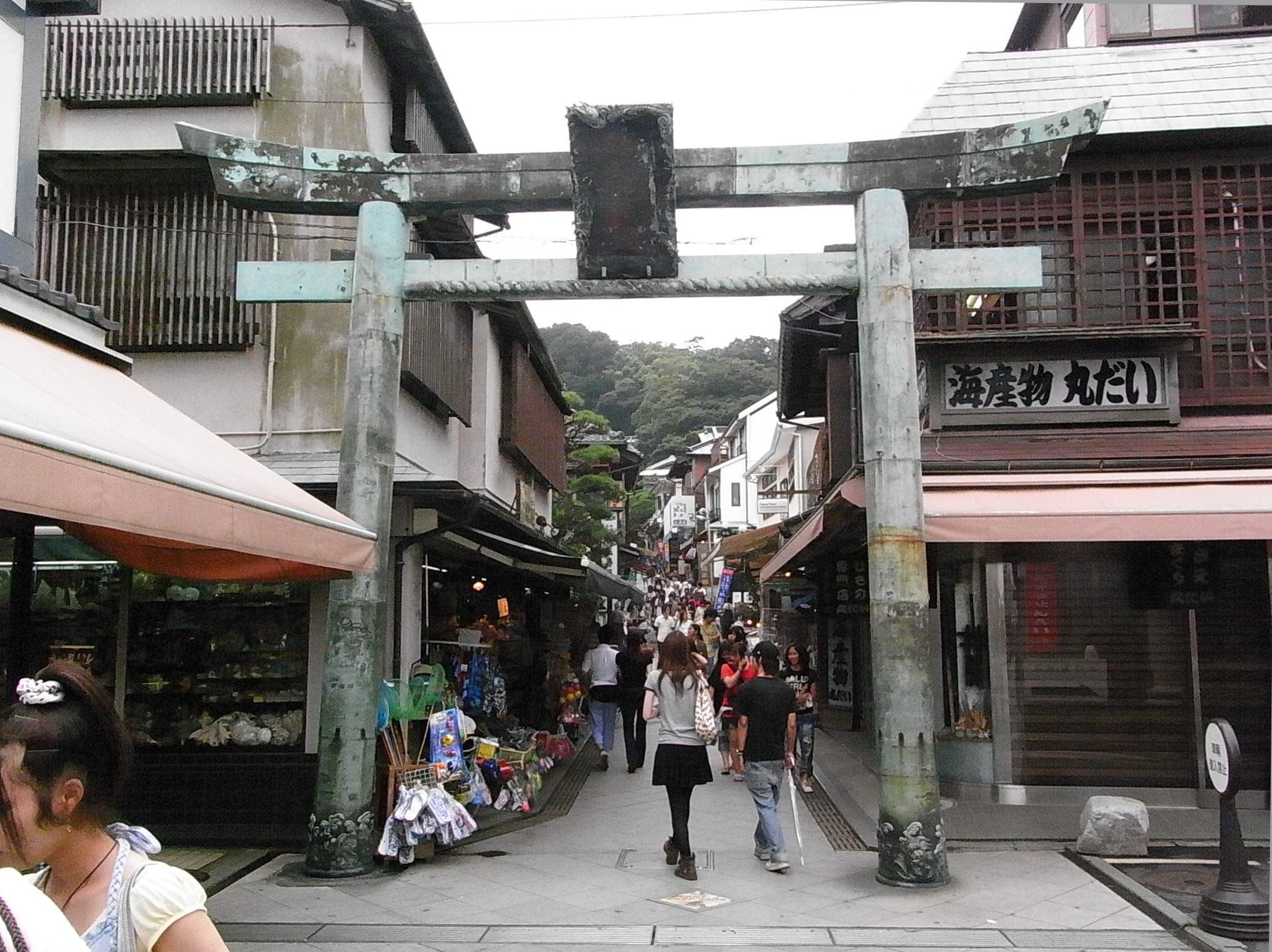
「青銅の鳥居」（2009年7月22日撮影）
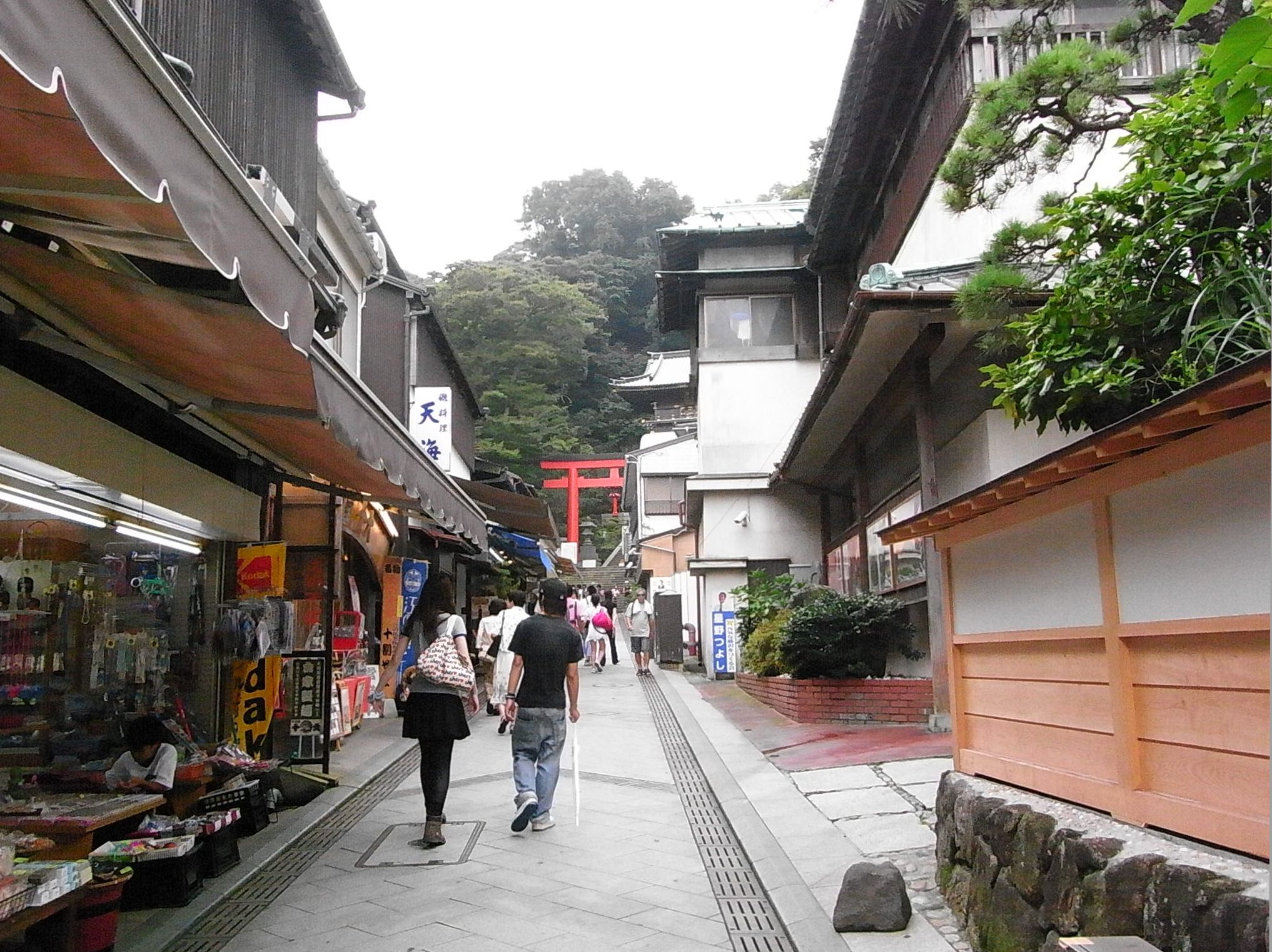
江島神社の参道（2009年7月22日撮影）
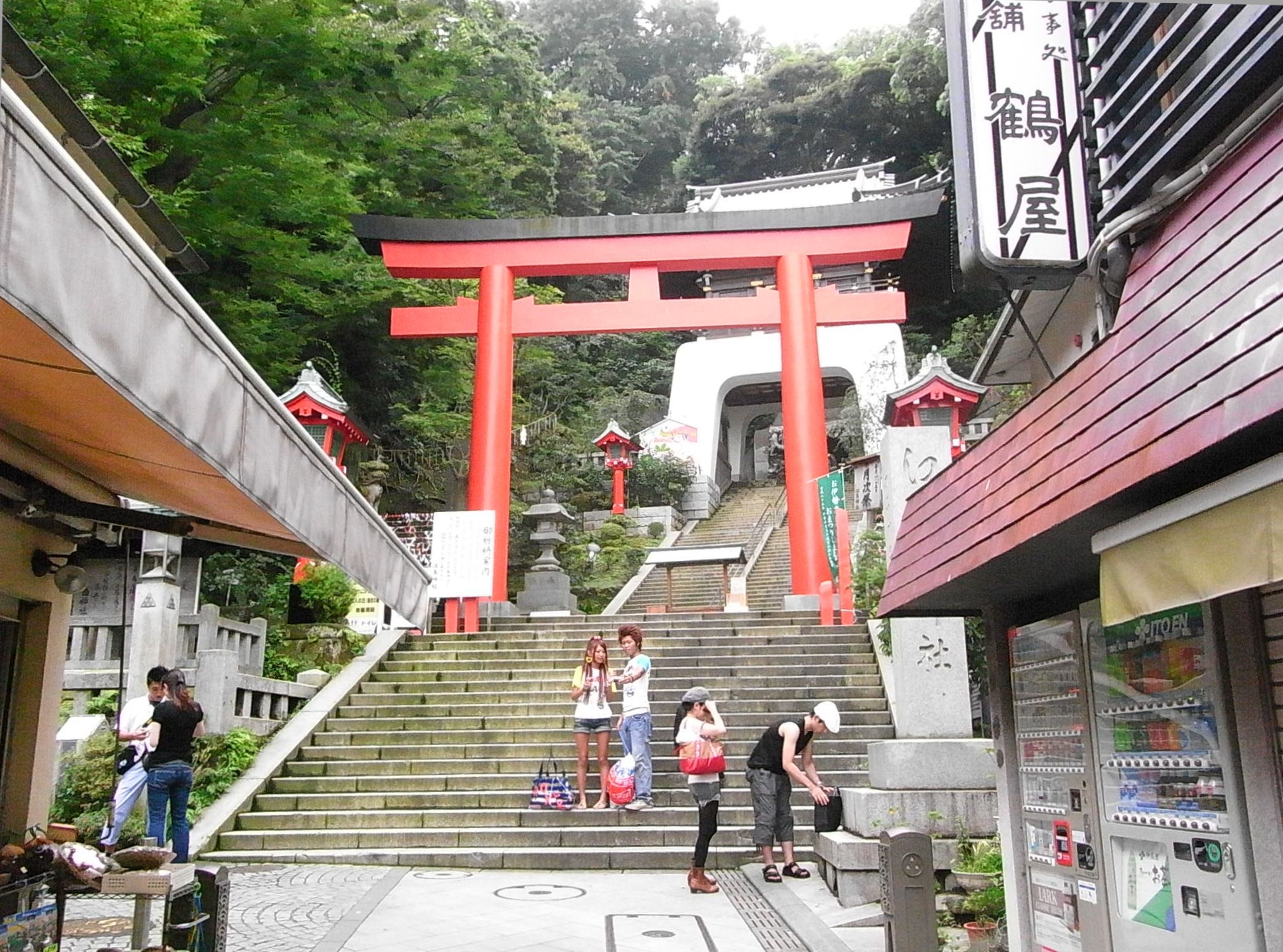
江島神社の鳥居（2009年7月22日撮影）
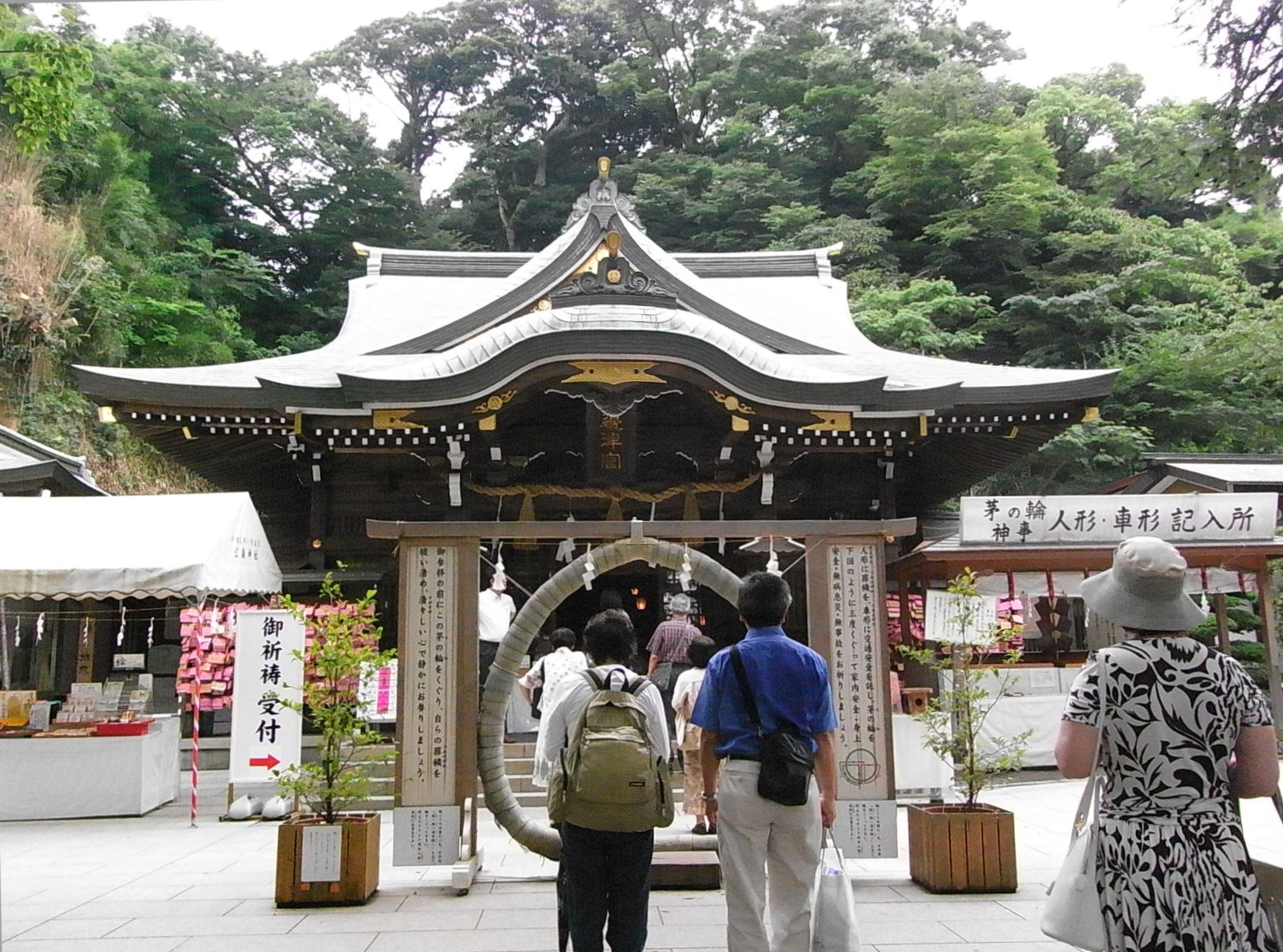
江島神社の拝殿（2009年7月22日撮影）
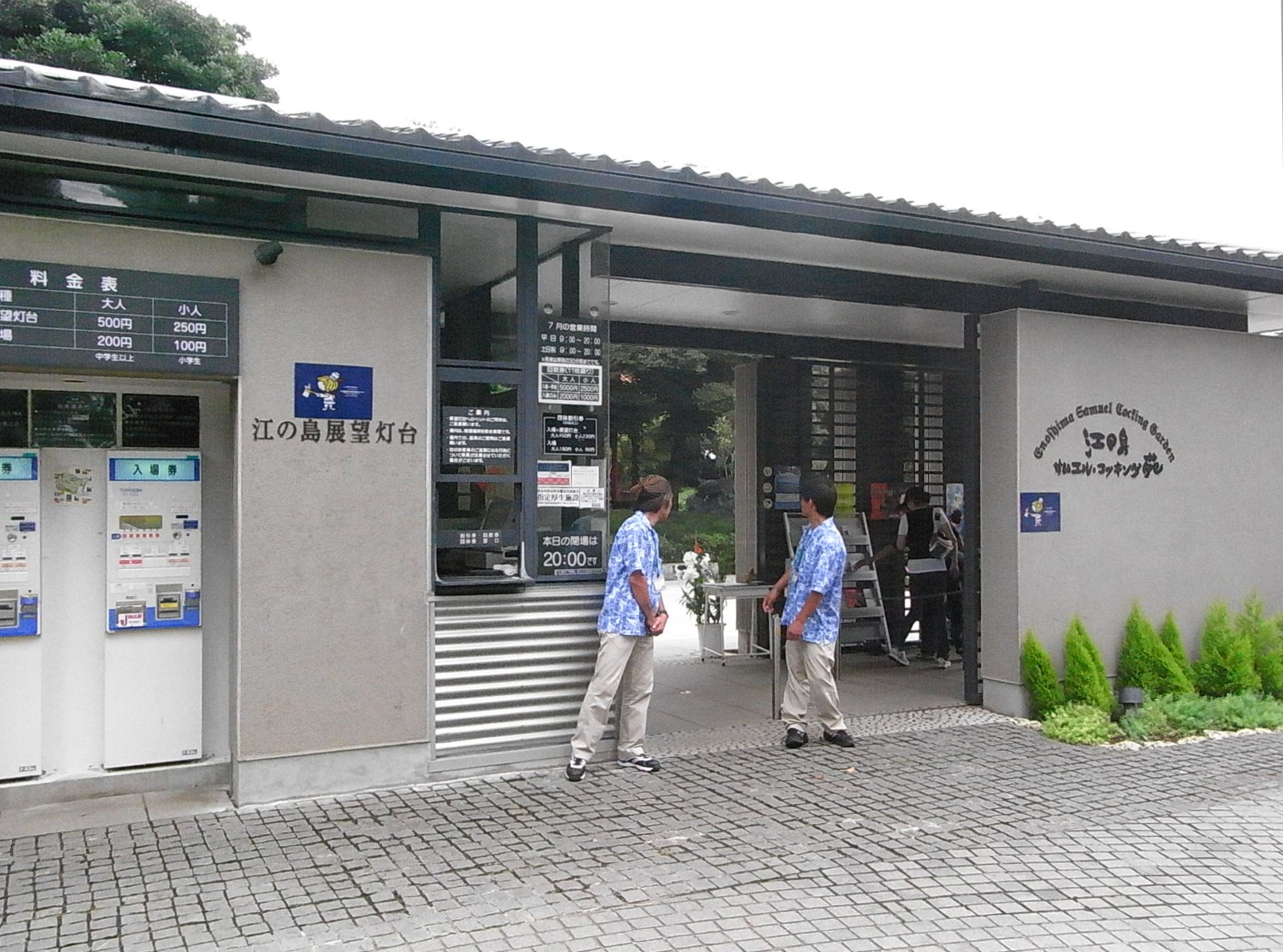
江の島展望灯台入口（2009年7月22日撮影）
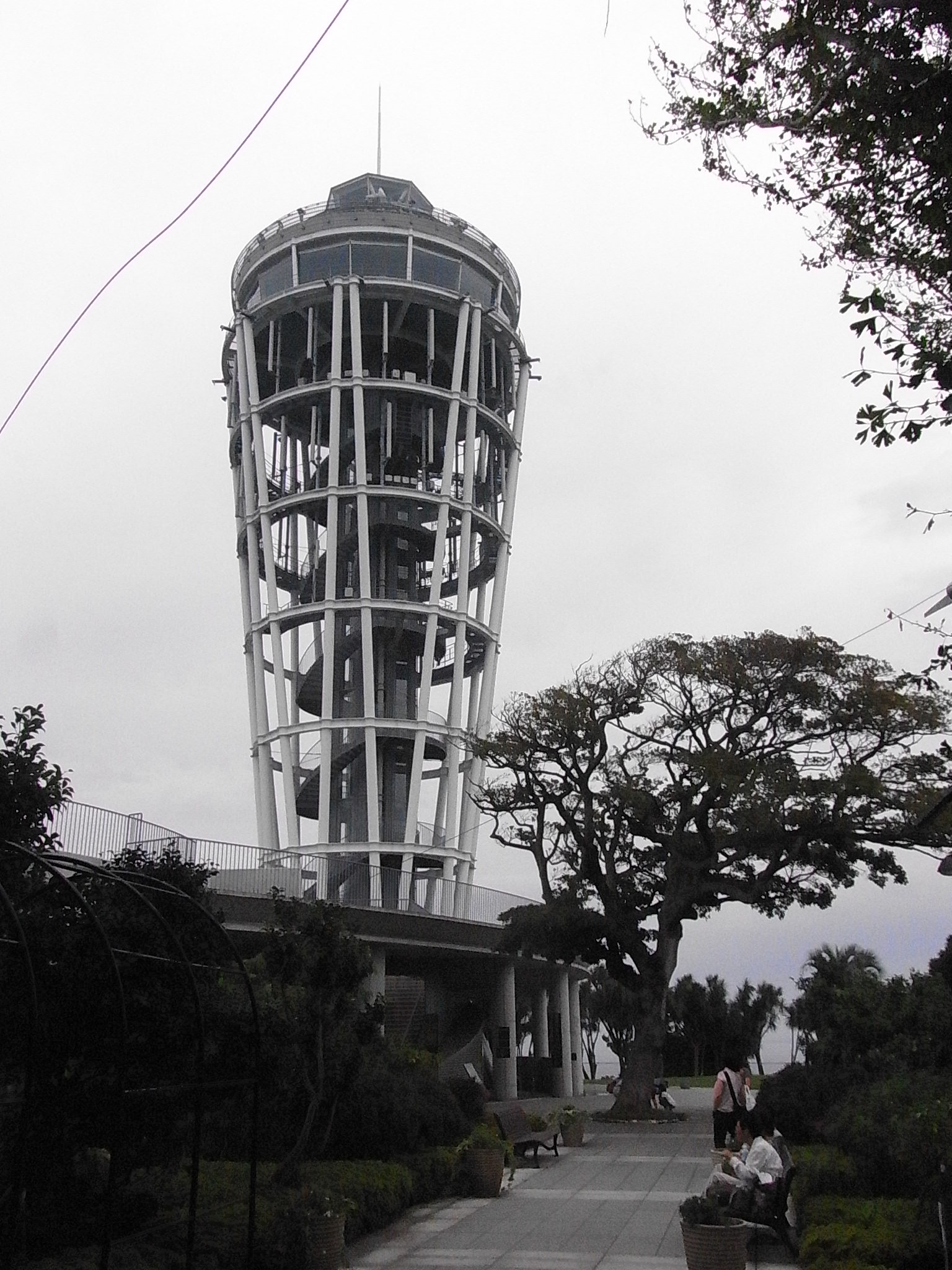
展望灯台（2009年7月22日撮影）
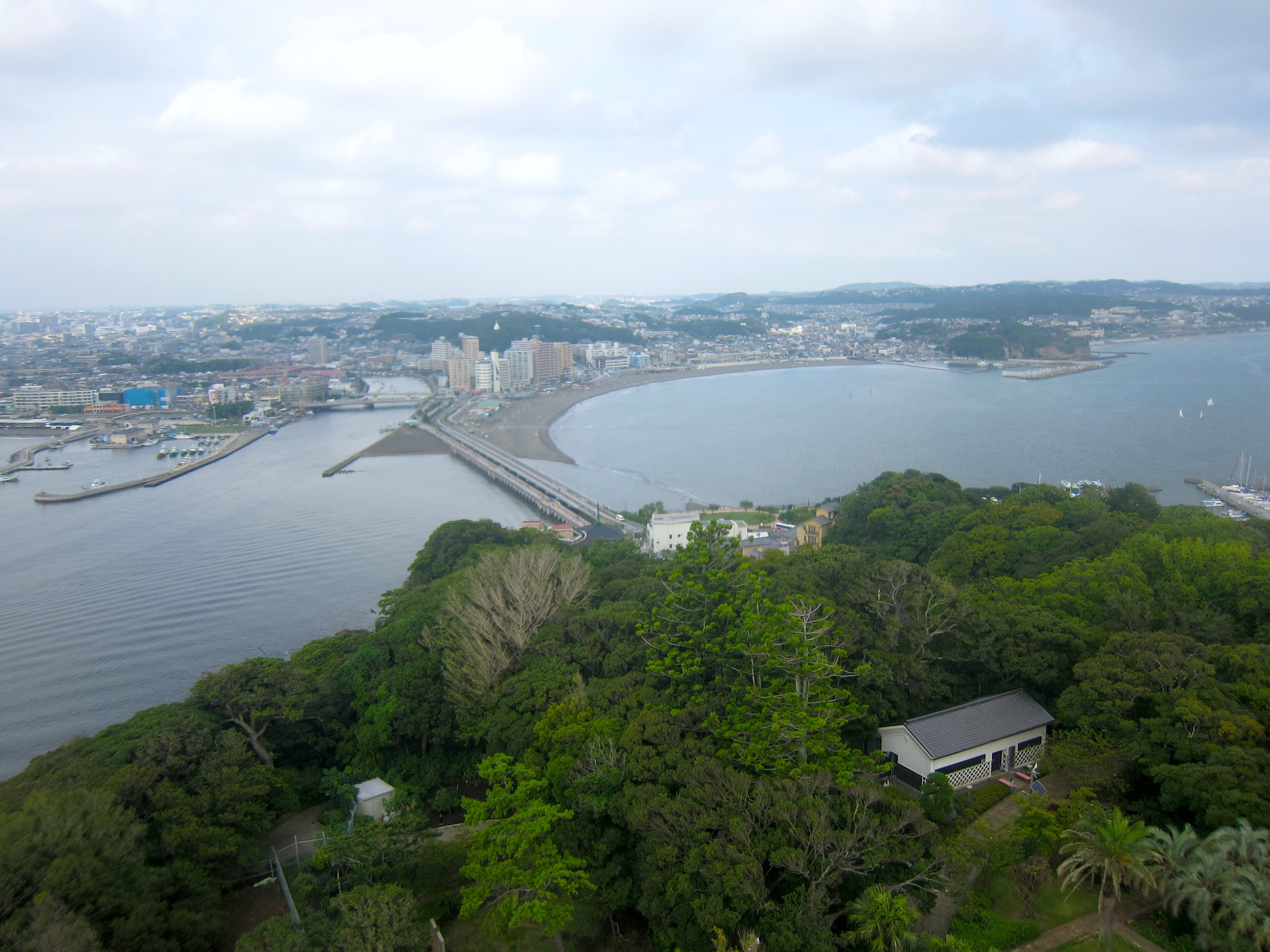
展望灯台から弁天橋を見る（2013年9月6日撮影）

## 江の島の四季

### 春
花と緑の季節。江の島サムエル・コッキング苑では1万本のチューリップが咲き競う。
- 3月
  - シラス漁解禁日 - 3月11日。1月1日からアユの稚魚保護のため禁漁だったシラス漁が解禁となる。最盛期は4月以降夏まで。生シラスは春が旬。
  - 湘南江の島春まつり - 中旬の2日間。藤沢市観光協会の行事。島内各所で白浪五人男のパレードや大道芸大会など様々なパフォーマンスが繰り広げられる。
  - 貝まつり - 中旬。江島神社の貝供養神事。稚児行列と稚貝放流が行われる。
- 4月
  - ダイヤモンド富士 - 年によってずれるが、平均して4月5日には江の島弁天橋中央、6日には江の島展望灯台から、富士の真上に夕日が沈む「ダイヤモンド富士」が望める。展望灯台は平日17時までだが、この日は特別公開。
  - 江島神社初巳例大祭 - 初巳の日、江島神社最大の祭。神事の他、琴の演奏なども行われる。
  - ノルウェー・フレンドシップレース - 下旬。第18回オリンピック東京大会のヨット競技に選手として出場されたノルウェー王国のハラルド皇太子が2001年に国王として訪日されたことを記念し、翌年の2002年春以来毎年開かれる国際ヨットレース。
- 5月
  - 江の島フラワーフェスタ - ゴールデンウィークから6月上旬まで、江の島サムエル・コッキング苑でガーデニング展示とコッキング温室跡の特別公開が行われる。ウィンザー市寄贈のバラ園や苑内各所のツツジが見頃。江の島展望灯台周辺では湘南在住の美術作家の特別展や週末には音楽イベントも開かれる。
  - 杉山検校祭 - 中旬、杉山検校（元禄時代の鍼灸医）の遺徳を偲び、関東近隣の鍼灸マッサージ師が集い、島内の杉山検校墓前で祭儀を行う。
  - Na Kupa - The People in Enoshima - 下旬。かながわ女性センターで開かれるフラとウクレレのワークショップとコンサート。
  - 江の島モース祭 - 2009年は31日。江の島にゆかりのあるE.S.モース博士を記念する催し。碑前祭、記念写真撮影、モース記念室・モース臨海実験所跡見学、記念講演会、昼食会など自然科学者の真面目な催しが行われる。

### 夏
トップシーズンであり、駐車場料金も値上げされる。7 - 8月は藤沢市観光協会が企画する「江の島マイアミビーチ・ショー」と名付けた多彩な行事が藤沢市南部海岸一帯で繰り広げられる。照葉樹林ではセミの季節。クマゼミ、アブラゼミ、ニイニイゼミ、ミンミンゼミ、ヒグラシに8月後半はツクツクボウシが加わる。他地域では減少傾向にあるニイニイゼミが島ではかなり多い。夏至前後の大潮の満潮時、クサフグが産卵のために沿岸に押し寄せる。
- 6月
  - 水無月大祓式 - 6月の晦日。江島神社の神事。大祓は6月と12月に行われ、半年間に日常生活において知らず知らずに犯した罪を祓い清め、無病息災を祈る神事。6月に行われる茅の輪くぐりは、無病息災を願うもので、大祓式の前後1週間は辺津宮境内に置かれている。
- 7月
  - 湘南音祭（おとまつり） - 6月下旬 - 7月上旬の週末2日間。湘南港 特設野外ステージで開かれる野外音楽祭。梅雨明け前で天候に祟られることが多い。
  - 八坂神社神幸祭 - 別名、天王祭。14日に近い日曜日。江の島にある八坂神社、対岸の腰越・小動神社の神輿が海に入り、海上渡御を行なう。天王囃子（里神楽）を奏でながら神輿は辺津宮より参道を練り、江の島弁天橋から海に舁ぎ入れる。祭礼は華麗を極め、1982年「かながわのまつり50選」に制定された。
- 8月
  - 江の島花火大会 - 第1火曜日。打ち上げ場所は片瀬西浜沖だが、江の島側から見ると目の前で開く。終了後すぐに帰ると江の島弁天橋から小田急車内まで猛烈な混雑に巻き込まれる。
2010年以降は規模を縮小し、「江の島納涼花火」として開催している。従来規模のものは「ふじさわ江の島花火大会」という名称で、市制施行70周年記念大会以降、10月中旬から11月中旬に開催している。
  - 江の島ゆかた祭り - 上中旬。江の島展望灯台。期間中、浴衣での来場者には特典がある。
  - ENOSHIMA ISLAND JAM - 10日。江の島展望灯台。音楽イベント。

### 秋
夕日の美しい季節。ウミネコは留鳥だが、秋に最も多くなる。イソギクやツワブキが咲き揃う。
- 9月
  - ダイヤモンド富士 - 年によってずれるが、平均して9月6日には江の島展望灯台、7日には江の島弁天橋中央から富士の真上に夕日が沈む「ダイヤモンド富士」が望める。展望灯台は平日17時までだが、この日は特別公開。
  - 江の島音楽祭 - 下旬（当初は8月に開かれていた）。かながわ女性センター。「江の島を愛する音楽家と江の島を愛する人々が集う音楽祭」がキャッチコピー。
  - 龍宮例祭 - 9月9日。奥津宮末社の龍宮（わだつみのみや）の例祭。
- 10月
  - 古式初亥祭 - 初亥の日。江島神社。春の初巳祭と並ぶ二大例祭。1450余年前から行われているという。「亥の子餅」が祈祷者に振る舞われる。
  - 湘南江の島秋まつり - 中旬の2日間。藤沢市観光協会の行事。島内各所でミュージックステージや大道芸大会など様々なパフォーマンスが繰り広げられる。松本館の蕎麦打ち体験では新蕎麦が味わえる。
  - ふじさわ江の島花火大会 - 観光誘客の通年化を目指し、10月中旬に開催されている。
- 11月
  - 湘南キャンドル - 上旬、江の島サムエル・コッキング苑で行われるキャンドルによる光の演出。
  - 七五三 - 15日、江島神社、江の島大師。

### 冬
光にまつわる行事が多い季節。江の島サムエル・コッキング苑のツバキが見頃を迎える。晴天日数が多く、「真白き冨士の嶺」を眺めるならこの季節。ウミウ、ユリカモメ、アオジなどは江の島では冬鳥と認識される。海藻類が成長する季節でもある。
- 12月
  - 江の島ファンタジー - 中下旬。江の島弁天橋から江の島展望灯台がライトアップされる。うち3日は18時から10分間だけ境川河口から花火が打ち上げられる。展望灯台下では音楽ライブが開かれる他、岩屋無料開放も行われる（2日間）。
  - 江ノ島湘南港 イルミネーション・フェスティバル  - 下旬。湘南港のヨット約60艇が装飾される他、センタープロムナードの装飾やオリンピック聖火台のライトアップ行われる。
  - 江の島アイランドスパ クリスマスライブ - 下旬。江の島アイランドスパ。主催：江の島音楽祭プロジェクト。
- 1月
  - 初詣 - 江島神社、児玉神社、江の島大師
  - 初日の出 - 島の東側なら各所で見られる。イベント「江の島展望灯台から見る初日の出」は江ノ島電鉄にはがきで申し込むと50組300人に無料招待券が送られる。
  - みかん撒き - 毎年1月2日の早朝に実施される島の漁師の伝統行事。各船上から陸地に向けてみかんや菓子、小銭等が撒かれる。
  - 七福神スタンプラリー - 藤沢市観光協会の行事。藤沢市内各所の社寺に祀られる七福神を巡ってスタンプを集める。江の島は「弁才天」。
  - 秋葉神社例祭 - 16日。江島神社境内社秋葉神社の例祭。火伏祈願が行われる。
  - 厄除け大護摩祈願祭 - 下旬。江の島大師
  - 江の島歌舞伎フォーラム公演 - 隔年に1月下旬か2月上旬にかながわ女性センターを会場に開かれる。
- 2月
  - 節分祭 - 上旬。江島神社。（江の島大師では早めに1月中に行われる）
  - 稲荷社初午祭 - 初午。江島神社
  - バレンタインアイランド江の島 - 中旬。江の島サムエル・コッキング苑を中心にライトバルーンアートや江の島展望灯台ライトアップ、ライブや映画上映などが多彩に繰り広げられる。
  - エノシマトレジャー 〜光と闇の竜騎士（ドラゴンナイト）〜 - 公開された【守護龍の試練（暗号）】を手がかりに、藤沢市内に隠されているヒントワードを集め、最終的に光の竜騎士の証となる《光の紋章》を探し出す実体験型ロールプレイングゲーム。主催は藤沢市および（社）藤沢市観光協会。

## 名産・名物

### 特産物
- 鰹（カツオ） - かつて江戸っ子は「女房を質に置いても」といわれるほど「初鰹」に夢中だった。鎌倉が産地とされたが、江の島は鎌倉郡だった。江島神社境内には古帳女の「二親に見せたし鰹生きてゐる」という句碑が建っている。
- 鎌倉海老 - イセエビの別名。別種という説もあるが、鎌倉時代からこの呼び名はあったという。江戸時代には江の島産のイセエビが鎌倉海老の名で江戸に送られた。現在も島内で少量の漁獲がある。
- ワカメ - 江の島から腰越にかけて養殖が行われ、干し若布などに加工される。
- シラス - 片瀬漁港が整備され、相模湾シラス漁の水揚げ港として発展した。現在江の島を代表する特産物といえる。

### 伝統的土産品
- 貝細工 - 源頼朝が江の島参詣の土産に妻北条政子に持ち帰った桜貝が始まりと伝えられる。かつては島内で生産されていたが、現在は片瀬地区の渡辺貝細工、井上貝細工などが生産。国内各地の海岸観光地をはじめ日本国外にも輸出される地場産業に発展した。原料も世界中から輸入される。
- 女夫饅頭（めおとまんじゅう） - 創業1789年（寛政元年）の紀の国屋本店と井上総本舗が売り出した白茶二色の酒饅頭。
- 海苔羊羹（のりようかん） - 創業1902年（明治35年）の中村屋羊羹店が創業以来江の島らしい名産をと工夫を重ね、大正に入って完成させた。

### 名物料理
- サザエの壺焼き - 江の島名物料理の筆頭。かつては屋台でも食べられた。
- 江ノ島丼 - 参道のハルミ食堂が創始したといわれるサザエを用いた丼物。
- シラス料理 - 生シラスを主としたしらす丼のほか、釜揚げシラス・干しシラス・たたみいわしなどを用いたピザやパスタなども提供されている。
- 焼きハマグリ

## 江の島の動物の話題

### 江の島の捨て猫
1980年代頃から江の島では捨て猫が急増し、現在では至る所で多数の野良猫を見かけるようになった。猫好きな観光客や釣り人がエサを与えるなどしたため、ほとんどの猫は人を恐れない。島内の至る所で猫が無防備な姿でいるため、猫好きの人間もよく訪れる。
一部でこれらの野良猫を地域猫として観光資源ととらえて新たな江の島名物とする動きがある。餌場を作り猫に餌を与えたりする一方で、野良猫に避妊手術を行うための募金活動を行ったり、全島に犬・猫を捨てないよう訴える看板を掲示するなど、これ以上野良猫が増えないような対策も並行的に進められている。

### トビの餌付け
江の島付近に生息するトビの数は多い。トビの餌になるのは多くは漁師の残した小魚だった。ところが西山の飲食店では、来客に餌付けを勧め、これが名物にもなってきた。
しかし、こうした人工的な餌に味を占めたトビは、稚児ヶ淵や片瀬海岸で弁当を広げる観光客を襲って、食べ物を横取りするようになった。現在、被害が多発している場所には注意の看板が掲げられ、餌付けを名物にしていた飲食店でも、これを自粛している。

### 脱出したタイワンリス
江の島の照葉樹林では梢を渡るタイワンリスの姿を見かける。江の島植物園の経営が江ノ島鎌倉観光に委託された1951年、同園内に小動物園が開設され、伊豆大島から連れてきた54匹のタイワンリスを飼育した。これが台風で飼育小屋が壊れて逃げ出し、島内に拡がったものである。一部は江の島弁天橋を渡って片瀬山や鎌倉市内にまで入り込んで繁殖するようになったといわれているが、これには異論もある。
島内でも観光客寄せのために餌付けをする例も見られるが、小鳥の巣にいる雛や卵を食べたり、電線や電話線をかじるといった被害も出ている。タイワンリスは2005年に外来生物法による特定外来生物に指定された。

### 海洋生物

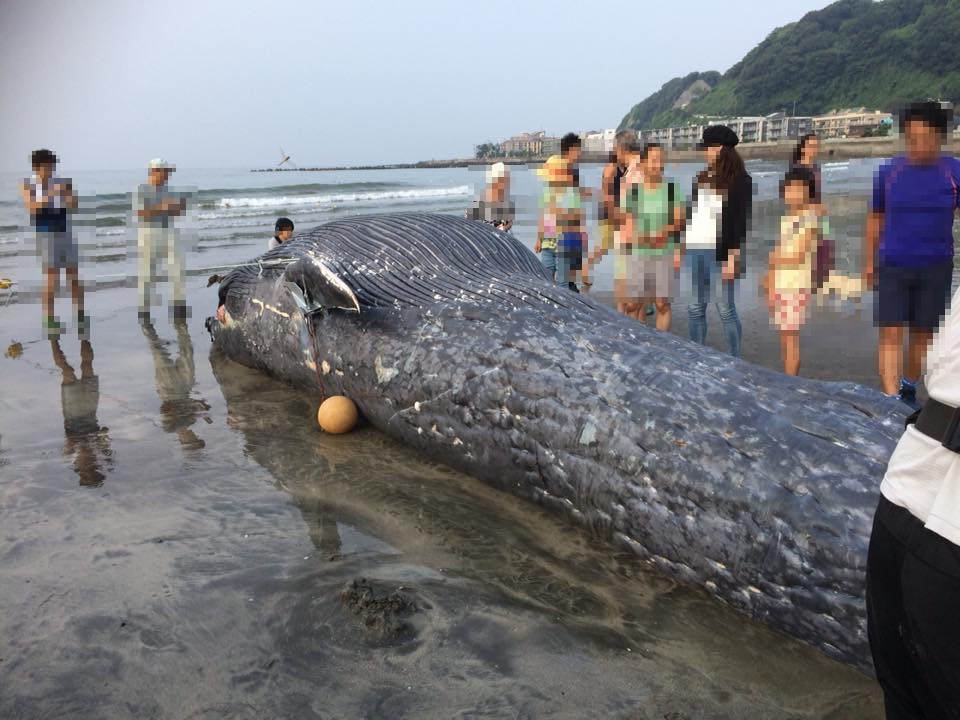
2018年6月に由比ヶ浜に漂着したシロナガスクジラ。アジアでは壊滅しており、これが国内初の漂着の確認であった。

上述の通り、江ノ島は国内の海洋生物学との歴史的な関係性が顕著である。江の島が面する相模湾にはかつては非常に豊かな生態系が存在したとされている。三浦半島には東日本では珍しく組織的な古式捕鯨が行われるほどにクジラが多くいたとされ、ニホンアシカを対象としたアシカ猟も行われていた。これらの生物は激減したか絶滅したが、現在でも上記の通り釣りが盛んであるなど魚介類は豊富であり、それらを目当てにする海鳥なども数多い。
江の島は湾奥の浅い海岸線に位置することや人間活動が活発であることもあり、現在では激減した沿岸性のヒゲクジラ類やウバザメなどの海岸付近の浅い海も好む大型生物は滅多に見られない。
一方で、実はイルカ類やウミガメは現在でも江ノ島や周辺地域に回遊している。なお、1999年から親子のハンドウイルカが江ノ島に住み着いたこともあったが、イルカウォッチングが行われる様になるなど彼等を対象とした社会活動が増加した結果、2001年を境に姿を消した。

## 文化
東京や横浜に近い景勝地であるため、多くの文学や音楽、映像作品の舞台となっている。

### 文学作品

#### 小説
- 十返舎一九 『滑稽江之島土産』
- 落合芳幾 『福神江の嶋もうで』
- 岡本綺堂 『廿九日の牡丹餅』・『恨みの蠑螺』
- 幸田露伴 『旅行の今昔』
- 江見水蔭 『女房殺し』
- 豊島与志雄 『人間繁栄』
- 田澤稲舟 『五大堂』
- 太宰治 『狂言の神』・『道化の華』
- 村山槐多 『悪魔の舌』
- 芥川龍之介 『大導寺信輔の半生』
- 北条民雄 『いのちの初夜』
- 宮本百合子 『突堤』
- 吉川英治 『江の島物語』・『忘れ残りの記』
- 邦枝完二 『江の島秘図』
- 平林たい子 『秘密』
- 鳴山草平 『青い江の島』
- 山川方夫 『展望台のある島』
- 武田泰淳 『新・東海道五十三次』
- 立原正秋 『船の翳』・『夢のあと』
- 佐藤真佐美 『江の島妖怪（オカルト）事件－超能力少年－』
- 町田康 『東京飄然』 2005年
- 斎藤栄 『江ノ島鎌倉観光殺人事件』・『江の島殺人事件』・『日本周遊殺人事件』
- 加堂秀三 『江ノ島海岸』
- 峰隆一郎 『鎌倉・江の島殺人特急』
- 辻原登 『片瀬江ノ島』
- 塚本裕美子 とまとあき 『悪の江ノ島大決戦』

#### 漫画
- 松下幸市朗 『ひとり暮らしの小学生』
- 久住昌之 『孤独のグルメ』「神奈川県藤沢市江ノ島の江ノ島丼」

#### ノンフィクション
- 徳川光圀 『鎌倉日記』
- 十返舎一九 『箱根江の島鎌倉道中記』
- ルドルフ・リンダウ 『日本周遊旅行』
- クララ・ホイットニー 『クララの明治日記』 1876年江の島旅行の記録も。
- ラフカディオ・ハーン 『江の島行脚』
- 小泉節子（ハーン夫人） 『思い出の記』
- エルヴィン・フォン・ベルツ 『ベルツの日記』
- エドワード・S・モース 『日本その日その日』
- 大町桂月 『親馬鹿の旅』
- 田山花袋 『日本一周』
- 寺田寅彦 『海水浴』
- ボーヴォワール 『ジャポン1867年』

#### 詩
- 西条八十 『童話』
- 北原白秋 『江の島』

#### 江の島にある文学碑
- 永野泉山句碑 「住みなれて居てもすゞしや嶋の月」 1898年（明治31年）11月15日 恵比壽屋門内右手 ※永野泉山＝恵比壽屋旅館の主人
- 永野泉山還暦記念碑 「明治子に茂どることしやいはいきぬ」 1901年（明治34年） 表参道女坂
- 震柳居四世句碑 「月涼し徐尓聞久琴の曲」 1923年 江島神社辺津宮境内 ※震柳居九江、晩年を片瀬に住んだ俳人
- 沼田頼綱歌碑 「さながらに生けるが如く見まつりぬ御神ながらも肌ゆたかなり」 1961年 江島神社辺津宮境内
- 後藤新平詩碑 「森嚴羽衛老將軍。功烈眞兼武與文。造次不離忠孝旨。于花于月又思君。」児玉神社境内
- 山縣有朋歌碑 「越えはまた里やあらむと頼みてし 杖さへ折れぬ老いの坂道」児玉神社境内
- 古帳庵夫妻の句碑 天保12年（1841年） 江島神社辺中津宮参道
古帳庵 「以さここに当満里て幾可ん宝とと支須」
古帳女 「二親に見せたし鰹生きてゐる」
- 間宮霞軒句碑 「さし潮の香を抱く島の霞哉」 1958年 江島神社中津宮参道
- 福村漁村句碑 「貝がらも桜の名あり島の春」 1976年 江の島大師前 ※福村漁村＝江の島館の主人
- 高木蒼悟句碑 「夏富士や晩籟神を鎮しむる」 1961年 西山路傍 ※高木蒼悟＝江島神社宮司
- 桑弓亭数高狂歌碑 「来れそこの花の香りの咲く以はや詣つる人の福を江のしま」1819年 岩屋道道標
- 服部南郭漢詩碑 七言絶句「石壁に題す」（風濤石岸戦鳴雷/直撼楼臺万丈廻/被髪釣竈滄海客/三山到処蹴波開） 龍燈の松
- 佐羽淡齋詩文碑 「瓊沙一路截路通孤嶼崚海中潮浸龍王宮裏月花香天女廟前風客楼斫鱠糸々白神洞焼燈穂々紅幾入蓬莱諳秘跡不須幽討債仙童」大窪詩佛題及碑陰。東京玉淵加藤豊書 文政5年（1822年） 龍燈の松 ※佐羽淡齋＝上野国桐生の豪商で文人
- 松尾芭蕉句碑「疑ふ那潮能花も浦乃春」 龍燈の松（江の島で詠んだ句ではない）
- 四時庵紀逸句碑 「むかしむかし散るやさくらの稚児ヶ渕」。稚児ヶ渕 風化が激い。
- 永瀬覇天朗句碑 「桟橋に波戦へる時雨かな」1961年再建 稚児ヶ淵 ※永瀬覇天朗＝藤沢の俳人
- 青木泰夫句碑 「沖へ沖へ水脈太く曵く初霞」 ※青木泰夫＝藤沢の俳人
- 與謝野晶子歌碑「沖つ風吹けばまたたく蝋の灯に志づく散るなり江の島の洞」 2002年 岩屋入口 書：尾崎左永子

### 音楽
- 『江ノ島の曲』- 山田流箏曲、安永6年（1777年） 山田検校作曲。
江戸で活躍した盲人音楽家、山田検校（宝暦7年（1757年）- 文化14年（1814年））の処女作品。この曲において浄瑠璃を取り入れた当時としては斬新なスタイルの箏曲を確立、これをもって山田流を創始した。初夏の江ノ島の風景をうたい、貝の名を連ねた「貝づくし」や竜の口の伝説などを織り交ぜつつ弁財天の神徳を讃えた曲。
- 『江ノ島の曲』- 歌謡曲。1910年（明治43年）1月23日に起こった逗子開成中学のボート転覆事故の追悼大法会のために、系列校である鎌倉女学校（現在の鎌倉女学院中学校・高等学校）の数学教師だった三角錫子がインガルス曲の讃美歌に作詞し、鎌倉女学校生徒らにより、鎮魂歌としてこの歌が初演された。後にレコード化され、楽譜も出版されたため、演歌師らにより大流行し、多くの国民に「江の島」の存在を印象づけることとなった。
- 『江ノ島小唄』- 映画主題歌、作詞：辻とみ夫・作曲：杉山長谷夫・歌：朝居丸子、1931年
- 『江ノ島ロマンス』- 映画主題歌、作詞：柳春雨・作曲：杉山長谷夫・歌：吉田智恵子、1931年
- 『江の島小唄』- 新民謡、作詞：小寺融吉・作曲：中山晋平、1933年
- 『春の江ノ島』- 箏曲、1935年（昭和10年） 作曲:富崎春昇 作詞:笹川臨風。
江島神社亥歳大祭に奉納するため作曲された。江ノ島、湘南ののどかな春景色と弁財天の神徳を詠っている。手事物形式で手事は二段あり互いに合奏できるほか、雅楽を模した「楽の手」が特徴的。作曲者により胡弓の手も付けられている。
- 『思い出の江の島』- 作詞：久保田宵二・作曲：竹岡信幸・歌：霧島昇
1936年 霧島昇のデビュー作
- 『七里ヶ浜の哀歌』（真白き富士の根） - 作詞:三角錫子 作曲:ジェレマイア・インガルス。
- 『春の江ノ島』- 作詞：久保田宵二・作曲：天池芳雄・歌：霧島昇、1938年
- 『江の島悲歌（エレジー）』 - 作詞：大高ひさを・作曲：倉若晴生・歌：菅原都々子
1951年5月 大映映画『江の島エレジー』の主題歌
- 『二人の江ノ島』- 作詞：まきのりを・作編曲：栗原浩一郎・歌：ザ・ブレッスン・フォー、小鳩くるみ、1977年
- 『光進丸』 - 作詞：松本隆・作曲：弾厚作・歌：加山雄三
1978年発売。光進丸は加山雄三の所有する小型クルーザー。初期は江の島の湘南港を母港としていた（のちに西伊豆・安良里（あらり）漁港に係留）。
- 『竜恋譜』（グランド・オペラ） - 原作:渡辺俊 作:堂本正樹 作曲:三枝成彰。
1979年3月、藤沢市民オペラの第4回公演（藤沢市民会館開館10周年記念公演）で福永陽一郎指揮により初演された。市民創作オペラと銘打ち、「江嶋縁起」から題材を得て市民の渡辺俊が応募した作品を堂本正樹・三枝成彰の手でグランド・オペラに仕上げたもの。
- 『江ノ島 Southern All Stars Golden Hits Medley』 - 1993年 Z団のアルバム
- 『江ノ島ブギウギ』- 作詞：前田亘輝・作曲：春畑道哉・歌：TUBE
2002年7月31日 アルバムgood day sunshine収録
- 『ふりむけば江ノ島』- 作詞：荒木とよひさ・作曲：鈴木邦彦・歌：狩人
2006年 アルバム「狩人ベストセレクション」収録
- 『緑の雨江の島』- 作詞：赤城芙士夫・作曲：磯部俶・歌：ボニージャックス
2006年 アルバム「COLEZO! TWIN」収録
- 『江ノ島エスカー』 - 作詞：後藤正文・作曲：後藤正文・歌：ASIAN KUNG-FU GENERATION
2008年 アルバム『サーフ ブンガク カマクラ』収録
- 『es.car』- 作詞・作曲・歌：YUI
2010年 アルバム『HOLIDAYS IN THE SUN』収録
- 『江ノ島ハナビ』- 作詞・作曲・歌：鈴木友里絵
2016年 アルバム『palette』収録

### 舞台芸術

#### 能
- 観世弥次郎長俊『江島』

#### 歌舞伎
- 鶴屋南北 『桜姫東文章』 1817年初演。
- 河竹黙阿弥 『青砥稿花紅彩画』（白浪五人男の一人弁天小僧菊之助は岩本院の稚児あがりという設定） 1862年初演。

### 映像作品

#### 映画
- 小石栄一『江の島悲歌』 1951年 大映
- 小石栄一『新江の島悲歌』 1953年 大映
- 山田洋次『男はつらいよ』第29作「寅次郎あじさいの恋」 1982年 松竹
- 松原敏春脚本『海岸物語 昔みたいに…』 1988年 TBS
- 小沼勝『NAGISA (映画) 』 2000年 フィルム・シティ
- 曽利文彦『ピンポン』 2002年 アスミック・エース
- 小泉徳宏『タイヨウのうた』 2006年
- 新城毅彦『Life 天国で君に逢えたら』 2007年 東宝
- 吉田康弘『江ノ島プリズム』 2013年 ビデオプランニング
- 三木孝浩『陽だまりの彼女』 2013年 東宝、アスミック・エース
- 増井壮一『青春ブタ野郎はゆめみる少女の夢を見ない』 2019年 アニプレックス

#### ドラマ
- 『太陽と海の教室』 2008年 フジテレビ系列
- 『終電バイバイ』（第5話） 2013年 TBS

#### テレビアニメ
- 『コメットさん☆』第12話など 2001年
- 『TARI TARI』 2012年 独立局系
- 『つり球』 2012年 フジテレビ系列
- 『ピンポン』 2014年 フジテレビ系列
- 『干物妹!うまるちゃん』最終話 2015年
- 『青春ブタ野郎はバニーガール先輩の夢を見ない』 2018年 TOKYO MX系列
- 『想星のアクエリオン Myth of Emotions』 2025年

### 音声作品
- 劇団ねこ入玉手箱『砂の跡』 2014年 インターネット

### ゲーム作品
- 『彼女、お借りします 〜水平線と水着の彼女〜』 2024年 MAGES.

### 美術

#### 絵画
- 正面向亀図（八方睨みの亀） - 江島神社奥津宮拝殿の天井画。伝酒井抱一筆。原画は傷みを防ぐために辺津宮境内の奉安殿に収蔵され、奥津宮の天井には1994年制作の複製画が掲げられている。藤沢市指定文化財（絵画）。
- 江島縁起絵巻 - 五巻の絵巻物。金界天地金箔切砂子紙本。延宝年間、狩野派絵師の筆。辺津宮奉安殿収蔵。

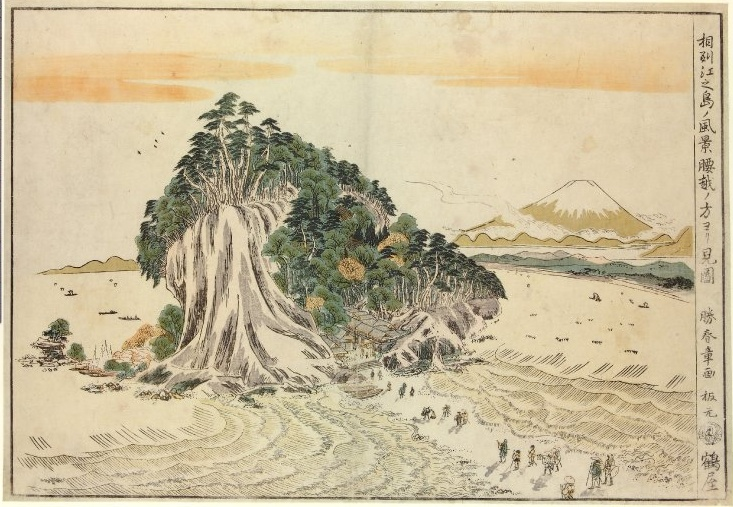
「相州江之島ノ風景腰越ノ方ヨリ見ル図」 勝川春章画。

- 江の島を描いた浮世絵師 - 歌川国明、歌川国丸、二代目歌川国盛、歌川国安、歌川国芳、歌川貞秀、歌川豊春、二代目歌川豊国、三代目歌川豊国、四代目歌川豊国、歌川広重、二代目歌川広重、落合芳幾、勝川春章、勝川春好、二代目勝川春好、葛飾北斎、菊川英山、北尾重政、北尾政美、喜多川歌麿、二代目喜多川歌麿、喜多川月麿、窪俊満、玉川舟調、月岡芳年、魚屋北渓、豊原国周、昇亭北寿、柳々居辰斎。
- 洋画 - 司馬江漢、高橋由一。

#### 彫刻
- 八臂弁財天 - 鎌倉時代初期の作。源頼朝が鎌倉に幕府を開くとき、藤原秀衡調伏祈願のため、文覚上人に命じて造らせたと伝えられる。江島神社辺津宮境内の奉安殿に収蔵、国の重要文化財（彫刻）。
- 妙音弁財天 - 「裸弁財天」ともいわれ、琵琶を抱えた全裸体の半跏像。鎌倉時代中期以降の傑作と伝えられる。2004年修復、江島神社辺津宮境内の奉安殿に収蔵。
- 弁財天と世界女性群像噴水 - 加藤顕清作。1964年、東京オリンピックのヨット競技会場を記念して制作。2000年、池を整備し移動。

## 江の島ゆかりの人物
- 役小角 - 伝承によれば文武天皇4年（700年）（天武天皇元年）、江の島で修行。
- 空海（弘法大師） - 伝承によれば弘仁5年（814年）、金窟（現・岩屋）に参拝し国土守護・万民救済を祈願、社殿（岩屋本宮）を創建する。
- 円仁（慈覚大師） - 伝承によれば斉衡元年（854年）、龍窟（現・岩屋）に籠もり、弁才天よりお告げを受け、上之宮（現・中津宮）を創建。
- 源頼朝 - 寿永元年（1182年）に初めて参詣し、その後もたびたび参詣、弁才天を勧請し、鳥居を奉納したのを始め、多くの要人が参拝したといわれる。
- 文覚 - 寿永元年（1182年）、頼朝の依頼により弁才天を勧請
- 北条時政 - 建久元年（1190年）、江の島に参籠。龍の化身の美女が現れて子孫繁栄を約束。残された3枚の龍のウロコを元に「三鱗」家紋を定める。
- 良信（慈悲上人） - 正治元年（1199年）、江の島で千日修行。
建仁2年（1202年）、聖天島に弁才天が現れたのを見、実朝に下之宮（現・辺津宮）創建を請願。
元久元年（1204年）、実朝の命により宋に渡り（実際には渡宋は行われなかったという説が有力）、慶仁禅師より江の島に因んで授けられたと伝えられる「江島霊迹建寺の碑」を辺津宮境内に建てる。
- 源実朝 - 建永元年（1206年）、良真の請願により、下之宮（現・辺津宮）を創建。
承元2年（1208年）、江の島龍穴で雨乞いを行う。
- 荒木源海（坂東武者出身の親鸞の弟子）、江の島に参籠し、お告げに従って鵠沼に万福寺を創建。
- 一遍 - 弘安5年（1282年）、鎌倉入りを拒まれ、江の島へ渡島。飲料水に窮する島民を助けるために「一遍成就水」を掘り当てる。
- 足利成氏・長尾景仲 - 宝徳2年（1450年）、江の島を巡って攻防戦。
- 観世弥次郎長俊 - 能『江島』を発表。
- 北条早雲 - 永正元年（1504年）、江の島に軍勢の乱妨狼藉を禁止する制札を出した。
- 北条氏康 - 天文18年（1549年）、上之宮および下之宮の修造に際し、白糸20斤を寄進した。
- 北条綱成 - 天文20年（1551年）、江の島岩屋内における鳩の殺生を禁止した。
- 徳川家康 - 慶長5年（1600年）に参拝。
- 徳川光圀 - 延宝2年（1674年）に参拝。
- 杉山和一（関東総検校） - 江の島で管鍼術に開眼。江の島道の道筋に多くの弁才天道標を寄進。
元禄3年（1690年）下之宮（現辺津宮）の社殿再興。元禄5年（1692年）護摩堂を建立。元禄6年（1693年）三重塔を建立。
元禄7年（1694年）没。江の島に笠塔婆型墓、建立。
- 山田検校 - 安永6年（1777年）、山田流箏曲、『江ノ島の曲』を作曲。
- 酒井抱一 - 享和3年（1803年）、『正面向亀図』（八方睨みの亀）江島神社奥津宮拝殿天井画を描く。藤沢市指定文化財（絵画）
- 鶴屋南北 - 文化1文化4年（1817年）、『桜姫東文章』初演。
- 十返舎一九 - 天保4年（1833年）、『箱根江の島鎌倉道中記』で江の島を紹介。
- 河竹黙阿弥 - 文久2年（1862年）、『青砥稿花紅彩画』初演。（白浪五人男の一人弁天小僧菊之助は岩本院の稚児あがりという設定）
- エドワード・S・モース - 1877年（明治10年）、江の島にシャミセンガイ研究のために江ノ島臨海実験所を設営。『日本その日その日』を著す。
- サムエル・コッキング - 1880年（明治13年）、江の島の頂上部の与願寺の菜園跡を入手、別邸の付属庭園として温室を建築し、熱帯植物園とする。
- 吉川英治 - 1914年（大正3年）、講談社が募集した懸賞小説に応募、『江の島物語』が一等になる。
- 児玉源太郎 - 1918年（大正7年）、同人を祀る児玉神社が創建された。
- 豊島与志雄 - 1924年（大正13年）、『人間繁栄』で江の島を描写。
- 高瀬弥一 - 1926年（大正15年）12月14日、鵠沼の地下水を水源とする上水道を建設。
- 富崎春昇（作曲） 笹川臨風（作詞） - 1935年（昭和10年）、箏曲『春の江ノ島』を発表。
- 霧島昇 - 1936年（昭和11年）の『思い出の江の島』（作詞：久保田宵二・作曲：竹岡信幸）がデビュー作である。
- 加藤顕清 - 1964年（昭和39年）、東京オリンピックのヨット競技会場を記念して『弁財天と世界女性群像噴水』を制作。
- 堂本正樹（構成）、三枝成彰（作曲）、市民応募作:（渡辺俊 作）の『竜恋譜』をグランド・オペラにし、1979年（昭和54年）3月、藤沢市民オペラの第4回公演(藤沢市民会館開館10周年記念公演)で福永陽一郎指揮により初演された。
- 斎藤栄 『鎌倉江の島殺人事件』、『江の島殺人事件』、『日本周遊殺人事件』など江の島を舞台にした推理小説が多い。
- 辻原登 - 1992年（平成4年）、『片瀬江ノ島』を発表。
- 加堂秀三 - 1994年（平成6年）、『江ノ島海岸』を発表。
- 松本大洋 『花男』、『ピンポン』など、他にも読み切り作品に、江の島を舞台にした漫画が多い。
- 赤松健 - 1998年（平成10年） - 2000年（平成12年）、『ラブひな』を連載。
- 町田康 - 2005年（平成17年）、『東京飄然』で江の島を描く。
- 五十嵐大介 - 2007年（平成19年）、『海獣の子供』を発表。

## その他

### 日本郵便
- 郵便番号 : 251-0036[3]（集配局 : 藤沢郵便局[53]）。